# 超級戰隊系列
《超級戰隊系列》（スーパー戦隊シリーズ）是日本朝日電視台從1975年起開始製作並播放的特攝電視劇系列，由日本東映株式會社所製作，與《假面騎士》、《光之美少女》並稱同公司三大知識產權。
由2017年10月1日開始，超級戰隊系列播放時間變更為日本東京時間上午9點30分~上午10點00分（UTC+9）播出。

另東映株式會社有將「戰隊」二字註冊商標權，故戰隊二字不能任意被其他營利事業任意使用。

## 製作總覽
作為日本特攝劇的代表作之一，超級戰隊系列是由多位英雄共同戰鬥，是由東映株式會社的製片人平山亨提案的。據說當年同樣身為初代《假面騎士》製片人的平山，看到片中假面騎士1號與2號共同演出的劇集與其他劇情相比獲得了更高的人氣後萌發了「戰隊」的構思，所以他開始構思乾脆讓許多英雄從第1集開始就共同登場的設想。
但無論是那時的「超人力霸王」還是「假面騎士」，兩者亦是以一個主要的英雄形象為主進行編劇。平山這個構思在當時來說，無疑是創新的，因為它擺脫了「英雄需獨自作戰」的常規束縛。
後來他這一構思在石之森章太郎的幫助下化為現實，由平山擔任製片人、根據石森原作改編的5人戰隊特攝英雄節目《秘密戰隊五連者》於1975年4月開始播出，為期2年總共播出84集，從此拉開了《超級戰隊系列》的序幕。
《秘密戰隊五連者》打破以往特攝節目的常規，破天荒的在一部特攝TV片中同時推出多名主角。當時的特攝大多是以單人英雄為主的作品，而《超級戰隊系列》更加強調了「團隊的合作精神」。該片一經推出便受到廣大日本特攝迷友很大的好評，成了當時收視率普遍超過20%大受歡迎的特攝節目。
《超人力霸王系列》在日本連續十五年沒出真人TV版、《假面騎士系列》時斷時續最終也暫停的情況下，於是《超級戰隊系列》贏得了觀眾與自己的市場，在那段特攝相對蕭條的日子裡撐起了日本TV特攝片前進的大旗，是八九十年代三大特攝劇中「唯一沒有中斷的特攝劇」，1975年迄今的《超級戰隊系列》，每年也會推出自己的新作，其中只在《蜘蛛人 (東映)》播放期間斷過一年（1978年），一部電視系列片能持續如此長的時間，這在日本的TV特攝製作史，乃至日本電視劇製作史上也是空前的。
原著戰隊是由已故的石之森章太郎創作的。但他並未進一步拍攝戰隊系列，所以最初不屬於《超級戰隊系列》，但在1994年東映將其作品列入《超級戰隊系列》。

## 簡介
- 戰隊是指一組複數的主要角色組成一個隊伍，與《假面騎士系列》、《超人力霸王系列》只著重單一主角不同[註 1]。
- 戰隊並不是單打獨鬥的個人秀，為了對抗敵人，戰隊必須合力來克服困難，屬於具科幻性質的超級英雄。
- 「超級戰隊」已經演變成日本的一項獨特的文化，英文中「Sentai」也成為一種日本特攝文化之下的一個新詞彙。
- 雖然《超級戰隊系列》在早期發展時，劇情以及設定都相當活潑與自由，但因過去作品逐年建立的傳統與典範風格，造成現在的作品充斥著前作的影子與窠臼，內容日漸僵硬死板。

## 世界觀
超級戰隊的世界觀為完全個別的世界，除了同一著者石之森章太郎的《秘密戰隊五連者》和《JAKQ電擊隊》有明顯的連結外，在此之後實際上各作世界觀並不清晰。
但是每年的VS系列劇場版又將原本不同的兩個世界觀結合再一起。在《未來戰隊時連者》的特別篇穿越了時間，介紹了過往的戰隊，在《百獸戰隊牙吠連者》的獨立劇場版中的內容，也不停提到了過往戰隊的事蹟，這讓戰隊的世界觀顯得模糊不清。
《海賊戰隊豪快者》也在故事的開頭提到「傳說大戰」的內容後又過了一段很長的時間，海賊結束之後在《特命戰隊Go Busters》剛開始就交代了世界觀為新西曆2012年也就是說想與之前的時間線與世界觀做分割，然而在《特命戰隊Go Busters VS 海賊戰隊豪快者 THE MOVIE》中似乎又把整個戰隊世界觀又連在一起了。
另外在《獸電戰隊強龍者 VS Go Busters 恐龍大決戰！ 再見永遠的朋友啊》中也出現了歷代的恐龍系戰隊的前輩，而在劇中雙紅也提及了《特命戰隊Go Busters VS 海賊戰隊豪快者 THE MOVIE》的劇情。
在第40作紀念的《動物戰隊獸王者》中的戰隊2000回播放紀念回中，豪快者向獸王者們解釋了戰隊的歷史，這也讓本來個別不同的世界觀與時間線整個重新連結再一起，讓戰隊的世界觀變得更加模糊不清；而在《宇宙戰隊九連者》的第18話中提到了黑洞，和別的宇宙等詞彙，才讓九連者的整個世界觀正式與前面40作的世界觀正式的切割。
其後的第45作《機界戰隊全界者》更是將超級戰隊的世界觀分割成各種平行宇宙，然而隨著第46作《暴太郎戰隊Don Brothers》的出爐，目前劇情上兩部作品的世界觀是一樣的。
於第47作《國王戰隊帝王者》第32-33話中從帝王者的口中於《獸電戰隊強龍者》所處的地球觀察該處強龍者的遺跡而提出了解釋：在過往有一部分《獸電戰隊強龍者》所處的地球的人類為逃避當地的種族鬥爭而乘坐神機高加索獨角仙移居至宇宙中的一顆星球，後來亦因思念自己的故鄉星球而將該星球取名為「地球」；使的《國王戰隊帝王者》中所提及的地球並非為超級戰隊所熟悉的地球，而是另外一個別的星球。
在50週年紀念作《No.1戰隊豪獸者》第0話中發生了由歷代大型巨人集結為了對抗突如其來的「災厄」而發生的大型戰鬥「宇宙大戰」在當時不敵對方的歷代大型巨人們則只好將其力量託付予「帝加索德」後便陷入沉睡，而在「宇宙大戰」過後帝加索德亦將歷代大型巨人的其力量化作為「戰隊戒指」並散佈於各處，而為了與豪獸者爭奪「戰隊戒指」出現了一群渴望實現各自的願望而接受「戒指爭霸戰」名為「宇宙戰士」的競爭隊手。

## 設定

### 造型
- 戰隊是屬於團隊性的超級英雄單位，主要特色是每位隊員都一定有一個顏色為代表色（紅色在每作皆為第一主角，但不一定都是隊長（少數幾部是以其他顏色且為女性作為隊伍主導），不過絕對是劇中最多表現、最衝的角色，其次為藍色、黃色。
- 每位隊員有他們獨特的徽章或記號，其中使用動物當做象徵性符號最多，服裝方面皆為『全罩式頭盔』、身穿同一款式不同顏色的『緊身衣戰鬥服』為主，而女性隊員的緊身衣多為『短裙』設計，有些會在頭盔加耳環點綴。
- 從1975開始播放的《秘密戰隊五連者》開始，除了《戰鬥狂熱 J》之外，大致上都維持著全罩式覆面頭盔加上緊身衣風格，但是從2021年的《機界戰隊全開者》之後，戰隊成員的服裝風格逐漸「鎧甲化」，即使仍然保有傳統超級戰隊一人一色的風格，但是從整體造型而言開始迥異於過去歷代作品。

### 顏色
- 每年各作品的配色都不一樣，戰隊的成員顏色會設『紅、藍、黃、綠、粉、白、黑』為基本色。『橙、青、紫、灰、金、銀』為追加色。
- 除了《快盜戰隊魯邦連者VS警察戰隊巡邏連者》中登場的巡邏連者外，其他戰隊的紅色和藍色是每年皆有的。

### 五色戰隊
- 所屬成員一般為5人，當然亦存在初始為4人或者3人的戰隊[註 4]。
- 戰鬥服選色方面出現過的顏色（包括歸來篇等劇場版在內）
- 此外《光戰隊覆面人》、《超獸戰隊生命人》、《恐龍戰隊獸連者》、《超力戰隊王連者》、《星獸戰隊銀河人》、《獸拳戰隊激氣連者》、《炎神戰隊轟音者》、《獸電戰隊強龍者》、《宇宙戰隊九連者》、《騎士龍戰隊龍裝者》和《No.1戰隊豪獸者》中同時出現了黑色與綠色。
- 在一個戰隊中任意五名成員的戰鬥服顏色為紅、藍、黃、黑、白則被稱為五原色戰隊（如《鳥人戰隊噴射人》、《忍者戰隊隱連者》、《百獸戰隊牙吠連者》、《爆龍戰隊暴連者》）。

| 使用顏色 | 戰隊支數 | 說明 |
| -------- | -------- | --- |
| 紅色     | 50支     | 每一代戰隊皆有，男性常規戰士專屬，通常擔任隊長一職。真劍者後期出現唯一一位女性。目前除了全開者外其餘紅色皆定為戰隊主役。 |
| 藍色     | 49支     | 跟紅色一樣每一代戰隊皆有。多為男性偶有女性，常規戰士專屬。                                                               |
| 黃色     | 43支     | 男性女性約參半，常規戰士專屬。                                                                                           |
| 粉色     | 36支     | 大多數為女性常規戰士專屬，但其後在Don Brothers時打破性別慣例。                                                           |
| 綠色     | 27支     | 多為男性偶有女性。 |
| 黑色     | 26支     | 男性專屬偶有常規偶有追加，但其後在豪獸者時打破性別慣例。                                                                 |
| 白色     | 15支     | 作為常規戰士多為女性專屬偶有男性，作為追加戰士多為男性專屬偶有女性。但其後在全開者時官方首度定為主役。                   |
| 銀色     | 12支     | 多為男性追加戰士偶有女性，但其後在九連者時官方首度定為常規。                                                             |
| 金色     | 11支     | 多為男性追加戰士偶有女性，但其後在九連者時官方首度定為常規。                                                             |
| 紫色     | 8支      | 多為男性追加戰士偶有女性。但其後在帝王者時官方首度定為常規。                                                             |
| 橙色     | 5支      | 男性專屬偶有常規偶有追加，且設定除戰鬥哥薩克外皆非地球人。                                                               |
| 青色     | 2支      | 目前是追加戰士專屬。 |
| 灰色     | 1支      | 目前是追加戰士專屬。 |
| 棕色     | 1支      | 目前是追加戰士專屬。 |

### 個性
- 成員之間的個性幾乎都不相同，怎麼把這些不同個性的隊員捏合成一個整體也是本系列的一大特色，他們必須合力克服困難、協力與各種各樣的敵人戰鬥，紅色多為熱血笨蛋性格，藍色多為冷酷聰明性格，其餘顏色性格經常互換不一定。

### 人數
- 戰隊的初始成員通常都是3人或者5人[註 11]。
- 每部戰隊作品都至少會有1～2名女性成員[註 12]，其他全為男性隊員，早期的『4男1女』的組合或常規的『3男2女』的組合，以及3人戰隊都是『2男1女』的組合。

### 性別
- 顏色的性別編排，黑色全為男性（至2025年正式改變，《No.1戰隊豪獸者》的一河角乃）。粉色全為女性（至2022年正式改變，《暴太郎戰隊Don Brothers》的雉野剛）。綠、金、銀多為男性，但也有例外（如《特搜戰隊刑事連者》的金色和銀色戰士、《炎神戰隊轟音者》中銀色戰士、《手裏劍戰隊忍忍者》、《宇宙戰隊九連者》和《魔進戰隊煌輝者》的綠色戰士也正是女性）。
- 藍、黃色則可以是男女（多數都是藍為男性，黃為女性，除了藍、黃戰士皆為女性未出現過之外其它的藍、黃戰士性別配搭均出現過）。
- 作品中首發的藍戰士，若是男性為深藍色[註 13]，而女性則為淺藍色[註 14]。
- 如白色作為首發戰士多為女性[註 15]，但如白色作為追加戰士則多為男性[註 16][註 17]。

### 服裝
- 從《光戰隊覆面人》開始每個作品中變身者均會穿上與其代表色相符的衣物，若平時服裝沒有代表色的話則會有制服，而如有制服的戰隊的話，男性隊員是『長袖或外套搭配長褲』，女性隊員則是『長袖或外套搭配短褲』。

### 主題
- 每作戰隊都會有1-2個主要主題，每年的題材幾乎都不一樣，相同的主題皆會隔個幾年才會重複使用，而超級戰隊系列開播至今使用過各式各樣新穎題材。

| 使用排名 | 使用次數 | 戰隊主題   | 對應戰隊 |
| -------- | -------- | ---------- | --- |
| 1        | 7        | 動物       | 太陽戰隊太陽火神 超獸戰隊生命人 星獸戰隊銀河人 百獸戰隊牙吠連者 獸拳戰隊激氣連者 動物戰隊獸王者 No.1戰隊豪獸者 |
| 2        | 6        | 交通工具   | 高速戰隊渦輪連者 激走戰隊車連者 炎神戰隊轟音者 烈車戰隊特急者 魔進戰隊煌輝者 爆上戰隊BoonBoomger               |
| 3        | 4        | 宇宙       | 超新星閃光人 地球戰隊五人組 電磁戰隊百萬連者 宇宙戰隊九連者                                                    |
| 3        | 4        | 恐龍       | 恐龍戰隊獸連者 爆龍戰隊暴連者 獸電戰隊強龍者 騎士龍戰隊龍裝者                                                  |
| 3        | 4        | 汽車       | 高速戰隊渦輪連者 激走戰隊車連者 炎神戰隊轟音者 爆上戰隊BoonBoomger                                             |
| 4        | 3        | 寶石       | 大戰隊風鏡V 超新星閃光人 魔進戰隊煌輝者                                                                        |
| 4        | 3        | 家族或兄妹 | 地球戰隊五人組 救急戰隊GOGOV 魔法戰隊魔法連者                                                                  |
| 4        | 3        | 忍者       | 忍者戰隊隱連者 忍風戰隊破裏劍者 手裏劍戰隊忍忍者                                                               |
| 5        | 2        | 高中生     | 高速戰隊渦輪連者 電磁戰隊百萬連者                                                                              |
| 5        | 2        | 拳法       | 五星戰隊大連者 獸拳戰隊激氣連者                                                                                |
| 5        | 2        | 警察       | 特搜戰隊刑事連者 警察戰隊巡邏連者                                                                              |
| 5        | 2        | 盜賊       | 海賊戰隊豪快者 快盜戰隊魯邦連者                                                                                |
| 5        | 2        | 機械       | 特命戰隊Go Busters 機界戰隊全開者                                                                              |
| 5        | 2        | 間諜       | 秘密戰隊五連者 特命戰隊Go Busters                                                                              |
| 5        | 2        | 數碼       | 電磁戰隊百萬連者 特命戰隊Go Busters                                                                            |
| 7        | 1        | 撲克牌     | JAKQ電擊隊 |
| 7        | 1        | 國旗       | 戰鬥狂熱 J |
| 7        | 1        | 電子       | 電子戰隊電磁人                                                                                                 |
| 7        | 1        | 休閒       | 電子戰隊電磁人                                                                                                 |
| 7        | 1        | 韻律體操   | 大戰隊風鏡V |
| 7        | 1        | 炸藥       | 科學戰隊炸藥人                                                                                                 |
| 7        | 1        | 生物技術   | 超電子生化人                                                                                                   |
| 7        | 1        | 傳說生物   | 電擊戰隊變化人                                                                                                 |
| 7        | 1        | 氣功       | 光戰隊覆面人                                                                                                   |
| 7        | 1        | 教師       | 地球戰隊五人組                                                                                                 |
| 7        | 1        | 鳥類       | 鳥人戰隊噴射人                                                                                                 |
| 7        | 1        | 空軍       | 超力戰隊王連者                                                                                                 |
| 7        | 1        | 超古代文明 | 超力戰隊王連者                                                                                                 |
| 7        | 1        | 銀河       | 星獸戰隊銀河人                                                                                                 |
| 7        | 1        | 消防       | 救急戰隊GOGOV                                                                                                  |
| 7        | 1        | 救援       | 救急戰隊GOGOV                                                                                                  |
| 7        | 1        | 時空       | 未來戰隊時間連者                                                                                               |
| 7        | 1        | 魔法使     | 魔法戰隊魔法連者                                                                                               |
| 7        | 1        | 探險       | 轟轟戰隊冒險者                                                                                                 |
| 7        | 1        | 武士       | 侍戰隊真劍者                                                                                                   |
| 7        | 1        | 天使       | 天裝戰隊護星者                                                                                                 |
| 7        | 1        | 海賊       | 海賊戰隊豪快者                                                                                                 |
| 7        | 1        | 星座       | 宇宙戰隊九連者                                                                                                 |
| 7        | 1        | 怪盜       | 快盜戰隊魯邦連者                                                                                               |
| 7        | 1        | 騎士       | 騎士龍戰隊龍裝者                                                                                               |
| 7        | 1        | 創造       | 爆上戰隊BoonBoomger                                                                                            |
| 7        | 1        | 桃太郎     | 暴太郎戰隊Don Brothers                                                                                         |
| 7        | 1        | 虛擬實境   | 暴太郎戰隊Don Brothers                                                                                         |
| 7        | 1        | 昆蟲       | 國王戰隊帝王者                                                                                                 |
| 7        | 1        | 國王       | 國王戰隊帝王者                                                                                                 |

### 追加戰士
- 最早的新戰士概念來自《JAKQ電擊隊》的Big One，於劇集第23話登場，職位是行動隊長。
- 除了《太陽戰隊太陽火神》之外的所有初始常規戰士為三人的戰隊，也會隨著劇情推進出現一人或以上的新戰士與初期戰士一同作戰，其概念始于《超獸戰隊生命人》第28話。
- 第六人戰士的概念，則始於《光戰隊覆面人》第39話登場的X1覆面，於1992年的《恐龍戰隊獸連者》開始正式成為初期五人戰隊的常規。
- 從1994年的《忍者戰隊隱連者》開始，劇情中期甚至會出现除正式戰士（初期戰士+追加戰士）以外的非正式戰士（即番外戰士）。

| 年份 | 系列數 | 超級戰隊                           | 代號            | 顏色 | 登場話數 |
| ---- | ------ | ---------------------------------- | --------------- | ---- | -------- |
| 1977 | 02     | JAKQ電擊隊                         | Big One         | 白   | 23       |
| 1987 | 11     | 光戰隊覆面人                       | X1覆面          | 綠   | 39       |
| 1988 | 12     | 超獸戰隊生命人                     | 黑猛牛          | 黑   | 28       |
| 1988 | 12     | 超獸戰隊生命人                     | 綠犀牛          | 綠   | 28       |
| 1992 | 16     | 恐龍戰隊獸連者                     | 龍皇連者        | 綠   | 17       |
| 1993 | 17     | 五星戰隊大連者                     | 牙連者          | 白   | 17       |
| 1994 | 18     | 忍者戰隊隱連者                     | 忍者人          | 藍   | 36       |
| 1995 | 19     | 超力戰隊王連者                     | 國王連者        | 黑   | 27       |
| 1996 | 20     | 激走戰隊車連者                     | 信號人          | 藍   | 12       |
| 1996 | 20     | 激走戰隊車連者                     | VRV大師         | 黑   | 29       |
| 1996 | 20     | 激走戰隊車連者                     | 白車手          | 白   | 25       |
| 1997 | 21     | 電磁戰隊百萬連者                   | 百萬銀          | 銀   | 24       |
| 1998 | 22     | 星獸戰隊銀河人                     | 黑騎士          | 黑   | 18       |
| 1999 | 23     | 救急戰隊GOGOV                      | 獸魔獵手        | 金   | V-CINEMA |
| 2000 | 24     | 未來戰隊時間連者                   | 時間火焰        | 紅   | 29       |
| 2001 | 25     | 百獸戰隊牙吠連者                   | 牙吠銀          | 銀   | 24       |
| 2002 | 26     | 忍風戰隊破裏劍者                   | 手裏劍者        | 綠   | 22       |
| 2003 | 27     | 爆龍戰隊暴連者                     | 暴殺手          | 白   | 18       |
| 2004 | 28     | 特搜戰隊刑事連者                   | 刑事布雷克      | 白   | 22       |
| 2004 | 28     | 特搜戰隊刑事連者                   | 刑事先鋒        | 青   | 13       |
| 2004 | 28     | 特搜戰隊刑事連者                   | 刑事天鵝        | 白   | 36       |
| 2004 | 28     | 特搜戰隊刑事連者                   | 刑事布萊特      | 銀   | 40       |
| 2004 | 28     | 特搜戰隊刑事連者                   | 刑事紅          | 紅   | 歸來篇   |
| 2004 | 28     | 特搜戰隊刑事連者                   | 刑事粉紅2號     | 粉紅 | 歸來篇   |
| 2005 | 29     | 魔法戰隊魔法連者                   | 魔法光          | 金   | 20       |
| 2005 | 29     | 魔法戰隊魔法連者                   | 魔法媽媽        | 白   | 1        |
| 2005 | 29     | 魔法戰隊魔法連者                   | 火燄烏薩德      | 紅   | 46       |
| 2006 | 30     | 轟轟戰隊冒險者                     | 冒險銀          | 銀   | 17       |
| 2006 | 30     | 轟轟戰隊冒險者                     | 黃金之劍-茲邦   | 金   | 29       |
| 2007 | 31     | 獸拳戰隊激氣連者                   | 激氣紫          | 紫   | 22       |
| 2007 | 31     | 獸拳戰隊激氣連者                   | 激氣斬          | 白   | 27       |
| 2007 | 31     | 獸拳戰隊激氣連者                   | 黑獅子-理央     | 黑   | 1        |
| 2007 | 31     | 獸拳戰隊激氣連者                   | 變色龍拳士-梅麗 | 綠   | 1        |
| 2008 | 32     | 炎神戰隊轟音者                     | 轟音金          | 金   | 17       |
| 2008 | 32     | 炎神戰隊轟音者                     | 轟音銀          | 銀   | 17       |
| 2008 | 32     | 炎神戰隊轟音者                     | 凱格黃          | 黃   | 歸來篇   |
| 2009 | 33     | 侍戰隊真劍者                       | 真劍金          | 金   | 17       |
| 2009 | 33     | 侍戰隊真劍者                       | 18代真劍紅      | 紅   | 44       |
| 2010 | 34     | 天裝戰隊護星者                     | 護星騎士        | 銀   | 17       |
| 2010 | 34     | 天裝戰隊護星者                     | 護星綠          | 綠   | 10       |
| 2011 | 35     | 海賊戰隊豪快者                     | 豪快銀          | 銀   | 17       |
| 2012 | 36     | 特命戰隊Go Busters                 | BeetBuster      | 金   | 15       |
| 2012 | 36     | 特命戰隊Go Busters                 | StagBuster      | 銀   | 15       |
| 2013 | 37     | 獸電戰隊強龍者                     | 強龍金          | 金   | 10       |
| 2013 | 37     | 獸電戰隊強龍者                     | 強龍青一代      | 青   | 5        |
| 2013 | 37     | 獸電戰隊強龍者                     | 強龍青二代      | 青   | 47       |
| 2013 | 37     | 獸電戰隊強龍者                     | 強龍灰一代      | 灰   | 17       |
| 2013 | 37     | 獸電戰隊強龍者                     | 強龍灰二代      | 灰   | 47       |
| 2013 | 37     | 獸電戰隊強龍者                     | 強龍紫一代      | 紫   | 21       |
| 2013 | 37     | 獸電戰隊強龍者                     | 強龍紫二代      | 紫   | 24       |
| 2013 | 37     | 獸電戰隊強龍者                     | 強龍銀一代      | 銀   | 36       |
| 2013 | 37     | 獸電戰隊強龍者                     | 強龍銀二代      | 銀   | 45       |
| 2013 | 37     | 獸電戰隊強龍者                     | 亡龍者          | 深藍 | 劇場版   |
| 2013 | 37     | 獸電戰隊強龍者                     | 強龍深藍        | 深藍 | 歸來篇   |
| 2013 | 37     | 獸電戰隊強龍者                     | 帝王強龍紅      | 紅   | 帝王者32 |
| 2014 | 38     | 烈車戰隊特急者                     | 特急6號         | 橙   | 17       |
| 2014 | 38     | 烈車戰隊特急者                     | 夢幻的特急7號   | 紫   | 歸來篇   |
| 2015 | 39     | 手裏劍戰隊忍忍者                   | 星忍者          | 金   | 8        |
| 2015 | 39     | 手裏劍戰隊忍忍者                   | 赤忍者-好天     | 紅   | 45       |
| 2015 | 39     | 手裏劍戰隊忍忍者                   | 赤忍者-旋風     | 紅   | 45       |
| 2015 | 39     | 手裏劍戰隊忍忍者                   | 赤忍者-快晴     | 紅   | VS劇場版 |
| 2015 | 39     | 手裏劍戰隊忍忍者                   | 綠忍者          | 綠   | 歸來篇   |
| 2016 | 40     | 動物戰隊獸王者                     | 獸王世界        | 黑   | 17       |
| 2016 | 40     | 動物戰隊獸王者                     | 獸王鳥          | 橙   | 37       |
| 2016 | 40     | 動物戰隊獸王者                     | 獸王神鷲        | 紫   | 歸來篇   |
| 2017 | 41     | 宇宙戰隊九連者                     | 鳳凰士兵        | 紅   | 21       |
| 2017 | 41     | 宇宙戰隊九連者                     | 天龍司令        | 紫   | 8        |
| 2017 | 41     | 宇宙戰隊九連者                     | 小熊天藍        | 天藍 | 10       |
| 2018 | 42     | 快盜戰隊魯邦連者VS警察戰隊巡邏連者 | 魯邦X           | 銀   | 20       |
| 2018 | 42     | 快盜戰隊魯邦連者VS警察戰隊巡邏連者 | 巡邏連X         | 金   | 20       |
| 2019 | 43     | 騎士龍戰隊龍裝者                   |                 |      |          |
| 2019 | 43     | 騎士龍戰隊龍裝者                   | 龍裝金          | 金   | 14       |
| 2019 | 43     | 騎士龍戰隊龍裝者                   | 紅尊者          | 紅   | 1        |
| 2019 | 43     | 騎士龍戰隊龍裝者                   | 藍尊者          | 藍   | 1        |
| 2019 | 43     | 騎士龍戰隊龍裝者                   | 粉尊者          | 粉   | 1        |
| 2019 | 43     | 騎士龍戰隊龍裝者                   | 蓋索古          | 紫   | 12       |
| 2019 | 43     | 騎士龍戰隊龍裝者                   | 黑尊者          | 黑   | 45       |
| 2019 | 43     | 騎士龍戰隊龍裝者                   | 龍裝棕          | 棕   | 46       |
| 2019 | 43     | 騎士龍戰隊龍裝者                   | 龍裝莫里亞      | 白   | 舞台劇   |
| 2020 | 44     | 魔進戰隊煌輝者                     | 煌輝銀          | 銀   | 12       |
| 2020 | 44     | 魔進戰隊煌輝者                     | 煌輝金          | 金   | 30       |
| 2021 | 45     | 機界戰隊全開者                     | 雙子凱撒        | 金   | 8        |
| 2021 | 45     | 機界戰隊全開者                     | 停留西撒        | 紫   | 7        |
| 2021 | 45     | 機界戰隊全開者                     | 雙子芙琳特      | 紫   | 舞台劇   |
| 2021 | 45     | 機界戰隊全開者                     | 全開紅          | 紅   | 外傳     |
| 2021 | 45     | 機界戰隊全開者                     | 破壞凱撒        | 銀   | 29       |
| 2022 | 46     | 暴太郎戰隊Don Brothers             | DON龍悟空       | 金   | 15       |
| 2022 | 46     | 暴太郎戰隊Don Brothers             | DON虎伏特       | 銀   | 20       |
| 2022 | 46     | 暴太郎戰隊Don Brothers             | 全界凱撒BLACK   | 白   | 1        |
| 2022 | 46     | 暴太郎戰隊Don Brothers             | 索諾伊          | 藍   | 1        |
| 2022 | 46     | 暴太郎戰隊Don Brothers             | 索諾薩          | 橙   | 2        |
| 2022 | 46     | 暴太郎戰隊Don Brothers             | 索諾妮          | 白   | 3        |
| 2022 | 46     | 暴太郎戰隊Don Brothers             | DON村雨鯊       | 紫   | 18       |
| 2023 | 47     | 國王戰隊帝王者                     | 大鍬形蟲王者    | 銀   | 8        |
| 2023 | 47     | 國王戰隊帝王者                     | 劇毒蜘蛛        | 白   | 11       |
| 2024 | 48     | 爆上戰隊BoonBoomger                | 爆上紫戰士      | 紫   | 16       |
| 2025 | 49     | No.1戰隊豪獸者                     | 白熊者          | 白   | 16       |

### 特别節目
- 超级战队系列所属作品之间，除了《电子战队电磁人》与《太阳战队太陽火神》之间存在联系，《海贼战队豪快者》与其它战队有联系，《秘密战队五連者》、《忍者战队隱連者》、《忍风战队破裏劍者》、《魔法战队魔法連者》和《手里剑战队忍忍者》亦有联系之外，其他的作品与作品之间没有明确的世界观关联。
- 自1995年的《超力战队王連者》正式起始，每年都会拍摄最新的战队与上一年度的战队共演的特别节目，通称为VS篇。虽然相互的世界不同，但却能一同出现。这也是该超级战队系列特别节目的一大特色。其实早在《JAKQ电击队》时期，就已经存在这种概念的VS作品雏形《JAKQ电击队VS五连者》。
- 而自2010年《歸來的侍戰隊真劍者 特別幕》开始，上年完结战队的归来篇也正式成为定番。归来篇的特色是为该完结战队的日后谈或者异闻录。风格相较之于完结战队的本篇要更加独特和多变。

### 變身
- 隊員會使用特定『變身器』變身，並喊出特定『變身口號』，然後擺出特定『變身姿勢』以進行變身，變身時均會有特定『變身背景』來配合，但目前為止《秘密戰隊五連者》、《JAKQ電擊隊》、《戰鬥狂熱 J》、《地球戰隊五人組》、《鳥人戰隊噴射人》、《恐龍戰隊獸連者》、《五星戰隊大連者》、《特命戰隊Go Busters》及《國王戰隊帝王者》在變身時沒有特定背景的作品。

### 唱名
- 唱名都是紅戰士先唱，最後輪到追加戰士[註 19]，大部分隊員都有屬於自己的口號，少數隊員只稱呼自己的代號。
- 《百獸戰隊牙吠連者》則以該集的主線是誰，如主線是黃戰士而非紅戰士則由黃戰士先唱名，紅戰士殿後。
- 《魔法戰隊魔法連者》顛覆了紅戰士先唱名的傳統，初始成員以年齡最大的（即綠戰士）先唱，之後才輪到年齡最小的（即紅戰士），所以紅戰士反而是最後一個唱名，也是史上唯一不以紅戰士先唱名的戰隊。
- 《海賊戰隊豪快者》開始每戰士唱名時到戰隊齊唱名進入特定背景。
- 《特命戰隊Go Busters》以往戰隊各成員唱名完畢後會全部一起喊戰隊的名稱，而本作各成員唱名完畢後並不會喊戰隊名稱，只會由紅戰士喊出「Busters，Ready Go！」，例外的是《海賊戰隊豪快者 VS 宇宙刑事卡邦 The Movie》《特命戰隊Go Busters VS 海賊戰隊豪快者 THE MOVIE》和《獸電戰隊強龍者 VS Go Busters 恐龍大決戰！ 再見永遠的朋友啊》中唱名完畢後會喊出戰隊的名稱。
- 《烈車戰隊特急者》本作首次由變身器的音效來唱名，其中唱名時數字的發音更以音讀、訓讀分別讀出。（跟車站廣播一樣，連喊兩次。）
- 《手裏劍戰隊忍忍者》因為劇情最後增加兩個赤忍者，所以該集由星忍者先唱名之後相反順序唱名，三位赤忍者齊唱名然後整個戰隊齊唱名。
- 《機界戰隊全開者》每位戰士唱名後，背景都會出現其代號名字，甚至有時會因情況不同而出現不同的唱名。

### 戰鬥
- 【等身戰】隊員先進行變身和唱名，接著和怪人進行戰鬥，後再聯手使用必殺武器或必殺技打倒等身大的怪物敵人。
- 【巨大戰】怪人在被打倒後，敵方幹部會將怪人身體巨大化，戰隊成員會召喚出合體機械進行合體，與巨大化怪人進行戰鬥，最後合體機器人使用終極武器或施展必殺技將巨大化敵人擊敗。

### 聲優
- 超級戰隊系列的敵方勢力及怪獸怪人往往都會請日本著名的聲優前來客串，像飯塚昭三、大塚明夫、關智一、草尾毅、木村昂、高木涉、稻田徹、白鳥哲、黑田崇矢、市道真央、內田直哉、潘惠子、置鮎龍太郎、長嶝高士、櫻井孝宏、戶松遙、陶山章央、松野太紀、森川智之、福山潤、堀江由衣、內山昂輝、飛田展男、潘惠美、三石琴乃、竹達彩奈、中田讓治、綠川光、中村悠一、高戶靖廣、岩田光央、竹本英史、神谷浩史、上田祐司、江川央生、吉野裕行、檜山修之、鹽屋浩三、鈴村健一、杉田智和、水樹奈奈等都先後為本系列獻聲。諸如在2007的《獸拳戰隊》中請到了人氣極旺的石田彰聲演囉嗦的巴蠅。

### 命名解釋
- 秘密戰隊五連者：五連者的日語發音跟Go連者同音，避免觀眾誤會而寫成了「五連者」[1]
- JAKQ電擊隊：JAKQ電擊隊的諧音如同「加卡電擊隊」[2]
- 戰鬥狂熱 J：Battle Fever J[3]
- 電子戰隊電磁人：[4]
- 太陽戰隊太陽火神：[5]
- 大戰隊風鏡V：大戦隊ゴーグルファイブ
- 科學戰隊炸藥人：科学戦隊ダイナマン
- 超電子生化人：超電子バイオマン
- 超新星閃光人：[6]
- 光戰隊覆面人：[7]
- 恐龍戰隊獸連者：獸連者的日語發音跟十連者同音，避免觀眾誤會而寫成了「獸連者」
- 忍者戰隊隱連者：[8]
- 超力戰隊王連者：OH連者的OH是他們的背後組織的名稱UAOH（UAOH=United Airforce OHRANGER;其意為United Airforce(國際空軍)Overtechnology Hardware(超科技裝置)）OH連者的諧音如同「王連者」
- 救急戰隊GOGOＶ：救急戰隊的發音如同「99戰隊」,1999年之意，GOGOＶ，Ｖ為羅馬數字五，讀做GOGO FIVE;GOGOⅤ的諧音如同「五五Ⅴ」
- 百獸戰隊牙吠連者：[9]
- 忍風戰隊破裏劍者：破裏劍者HURRICANEGER[10]，來自英文「HURRICANE」有「像颶風般猛烈」之意，此外「HURRICANEGER」還是取自當時相當流行的電影「哈利波特：神秘的魔法石（日文名稱為ハリー ポッターと賢者の石(ハリー・ポッターとけんじゃのいし)）」的簡稱。
- 魔法戰隊魔法連者：魔法連者 = MAGIRANGER = Magic + Ranger
- 轟轟戰隊冒險者：轟轟戰隊的諧音如同「GoGo戰隊」
- 炎神戰隊轟音者：炎神戰隊的諧音如同「引擎戰隊」；另外GO-ONGER的GO-ON也有「繼續、前進」之意
- 侍戰隊真劍者：日語讀作 Samurai 戰隊，意念來自武士
- 天裝戰隊護星者：天裝戰隊的諧音如同「傳送戰隊」；另外護星者的日語發音跟五星者及五聖者同音，避免觀眾誤會而寫成了「護星者」
- 獸電戰隊強龍者：獸電戰隊的諧音如同「充電戰隊」；另外強龍者的日語發音跟恐龍者同音，避免觀眾誤會而寫成了「強龍者」
- 烈車戰隊特急者：特急者的日語發音跟特救者同音，避免觀眾誤會而寫成了「特急者」
- 動物戰隊獸王者：獸王者的日語發音跟十王者同音，避免觀眾誤會而寫成了「獸王者」
- 宇宙戰隊九連者：因致敬秘密戰隊五連者而命名為九連者。
- 魔進戰隊煌輝者：魔進戰隊的諧音如同「機械（Machine）戰隊」
- 機界戰隊全開者：機界戰隊的諧音如同「機械（Kikai，日文發音）戰隊」
- 暴太郎戰隊Don Brothers：暴太郎戰隊的諧音如同「虛擬化身（Avatar）+太郎（Taro）戰隊」，另外暴太郎意指「Avatar Data」。
- 國王戰隊帝王者：由其原文「王樣戰隊」之「六王國異樣事案對策用戰略救命部隊」[11]所簡化而來。

### 原作狀況
- 首兩部系列作品秘密戰隊五連者、JAKQ電擊隊的原作為石之森章太郎。
- 1979戰鬥狂熱J之後的超級戰隊系列作則為東映團隊八手三郎的作品。
- 石之森章太郎的兩部戰隊作品秘密戰隊五連者及JAKQ電擊隊分別播放了兩年和十個月，與八手三郎團隊的一年一戰隊作品有所差異。
- 1978年則無戰隊作品，1979年由八手三郎的戰隊接續至今。

### 各年新增事項
- 1983年《科學戰隊炸藥人》之後各年，最終回變身後由各演員親自擔任演出。
- 1988年萬代將「戰隊」一詞登記為其商標。
- 1995年原先互無關係的石之森章太郎戰隊與八手三郎戰隊合併。
- 2000年《未來戰隊時間連者》以後，主題曲新增「超級戰隊系列」之徽章。
- 2002年《忍風戰隊破裏劍者》以後，前往京都出外景形成慣例。
- 2004年《特搜戰隊刑事連者》以後，最終話的片尾曲以跟新戰隊預告之間贊助商字幕的畫面，播放目前戰隊的紅戰士向新戰隊的紅戰士交接的場面。播放後由舊戰隊的DVD最終卷贊助商字幕收錄。其實早在《未來戰隊時連者》時就有過了，只是為何會直到本作才開始正式用上，就不得而知了。
- 2009年《侍戰隊真劍者》首次與《假面騎士系列》作品共演。
- 2010年《天裝戰隊護星者》以後，最終話皆不播放片頭曲影像。
- 2015年《手裏劍戰隊忍忍者》以後，片尾曲加入紅、黃、藍、綠四種顏色，讓觀眾玩猜謎遊戲，參與猜謎的觀眾皆有機會獲得電視台準備的禮物。（影像中的紅、黃、藍、綠則是對應數位電視遙控器上的四種不同顏色的按鍵）
- 2017年《宇宙戰隊九連者》打破以往戰隊初期成員人數（3人或5人）的設定，首次有9位初期成員，而九連者亦因此命名，同時亦首次出現沒有人類容貌的初期成員。
- 2018年《快盜戰隊魯邦連者VS警察戰隊巡邏連者》首次無片尾曲之戰隊。同時亦出現一個作品兩支戰隊同時登場。
- 2020年《魔進戰隊煌輝者》首次出現劇場版先行本篇放送。
- 2021年《機界戰隊全開者》首次在電視劇情上與下一部作品共演。從此部作品開始特攝之父石之森章太郎不列入系列原作，而是以特別感謝（Special Thanks）的形式列入製作人員列表。
- 2022年《暴太郎戰隊Don Brothers》 首次在電視劇情上與上一部作品存在著聯動關係，以及片尾曲首次只播放歌曲，但未播放相關影像。

## 播放時間

### 播放時段
| 放送日期               | 放送時間 | 放送期間                                                                                  | 期間話數 |
| ---------------------- | -------- | ----------------------------------------------------------------------------------------- | -------- |
| 每週六晚上 19:30~20:00 | 30分     | 1975年4月5日(五連者第1話、通算第1回) 1977年12月24日（JAKQ最終話、通算第119回）            | 119話    |
| 每週六晚上 18:00~18:30 | 30分     | 1979年2月3日（戰鬥狂熱第1話、通算第120回） 1983年4月2日（炸藥人第9話、通算第331回）       | 212話    |
| 每週六晚上 18:00~18:25 | 25分     | 1983年4月9日（炸藥人第10話、通算第332回） 1989年9月30日（渦輪連者第31話、通算第661回）    | 330話    |
| 每週五晚上 17:30~17:55 | 25分     | 1989年10月6日（渦輪連者第32話、通算第662回） 1997年3月28日（百萬連者第7話、通算第1036回） | 375話    |
| 每週日早上 07:30~08:00 | 30分     | 1997年4月6日（百萬連者第8話、通算第1037回） 2017年9月24日（九連者第31話、通算第2051回）   | 1015話   |
| 每週日早上 09:30~10:00 | 30分     | 2017年10月1日（九連者第32話、通算第2052回）                                               | 放送中   |

### 播放話數相關紀錄
以通算話數每500話達成記錄作為參考。
| 通算話數 | 放送日期      | 系列作         | 話數   | 標題              |
| -------- | ------------- | -------------- | ------ | ----------------- |
| 500話    | 1986年7月26日 | 超新星閃光人   | 第21話 | 悲傷的沙羅        |
| 1000話   | 1996年7月12日 | 激走戰隊車連者 | 第20話 | 試乘傳說中的名車! |
| 1500話   | 2006年7月9日  | 轟轟戰隊冒險者 | 第19話 | 炫目的冒險者      |
| 2000話   | 2016年9月11日 | 動物戰隊獸王者 | 第29話 | 王者中的王者      |
| 2500話   | 2026年        |                |        |                   |

### 播放時期重要里程
| 時期   | 播放     | 日期           | 系列作           | 話數 （通算話）         | 標題                     |
| ------ | -------- | -------------- | ---------------- | ----------------------- | ------------------------ |
| 昭和   | 最後播放 | 1988年12月24日 | 超獸戰隊生命人   | 第43話 （通算第623話）  | 奇怪!?基魯多斯的最終面目 |
| 平成   | 最初播放 | 1989年1月14日  | 超獸戰隊生命人   | 第44話 （通算第624話）  | 布茨眼淚的大暴走!!       |
| 平成   | 最後播放 | 2019年4月28日  | 騎士龍戰隊龍裝者 | 第7話 （通算第2125話）  | 凱佩庫斯的王女           |
| 令和   | 最初播放 | 2019年5月5日   | 騎士龍戰隊龍裝者 | 第8話 （通算第2126話）  | 奇跡的歌聲               |
| 20世紀 | 最後播放 | 2000年12月31日 | 未來戰隊時間連者 | 第45話 （通算第1224話） | TR的末日                 |
| 21世紀 | 最初播放 | 2001年1月7日   | 未來戰隊時間連者 | 第46話 （通算第1225話） | 與未來斷絕               |

### 播放集數
戰隊系列播放的原則是每年3月的第2週到第4週之間開始播送，一直到隔年2月的第1週到第3週之間結束，每一年的戰隊話數都在50話左右
- 播放時間的例外
  - 『五連者』播放時間為2年
  - 『JAKQ』播放的時間為9個月
  - 『變化人』播放的時間為1年1個月

- 播放原則的例外
  - 『五連者』由4月開始播放，後年的3月結束
  - 『JAKQ』由4月開始播放，同年的12月結束
  - 『戰鬥狂熱』開始到『生化人』由2月第1週開始播放，隔年的1月最後1週結束
  - 『閃光人』、『五人組』、『王連者』、『車連者』、『煌輝者』、『全開者』、『Don Brothers』、『帝王者』由3月開始播放，隔年的2月結束
  - 『龍裝者』由3月第3週開始播放，隔年的3月第1週結束
  - 『BoonBoomger』由3月第1週開始播放，隔年的2月第2週結束

### 暫停播放時段
- 美國高爾夫公開賽（6月第3週）

由於場地與時間的關係，有些年份也會照常播放戰隊作品。唯該安排自2021年受2019冠状病毒病影響下改由DAZN投得日本播映權而取消。
- 全日本大學驛站接力賽（11月第1週，2013年開始）

- 日本新年年末與年初

## 電視本篇
| 年份                        | 系列數   | 標題 （譯名）（日語）                | 主題                   | 播映日期                     | 集數     |
| 1970年代                    | 1970年代 | 1970年代                             | 1970年代               | 1970年代                     | 1970年代 |
| --------------------------- | -------- | ------------------------------------ | ---------------------- | ---------------------------- | -------- |
| 1975 （昭和50年）           | 1        | 秘密戰隊五連者                       | -                      | 1975年4月5日ー1977年3月26日  | 全84集   |
| 1977 （昭和52年）           | 2        | JAKQ電擊隊                           | - 撲克牌               | 1977年4月2日ー1977年12月24日 | 全35集   |
| 1979 （昭和54年）           | 3        | Battle Fever J                       | - 國旗 - 舞蹈          | 1979年2月3日ー1980年1月26日  | 全52集   |
| 1980年代                    |          |                                      |                        |                              |          |
| 1980 （昭和55年）           | 4        | 電子戰隊電磁人                       | - 休閒                 | 1980年2月2日ー1981年1月31日  | 全51集   |
| 1981 （昭和56年）           | 5        | 太陽戰隊太陽火神                     | - 動物                 | 1981年2月7日ー1982年1月30日  | 全50集   |
| 1982 （昭和57年）           | 6        | 大戰隊風鏡V                          | - 寶石 - 韻律體操      | 1982年2月6日ー1983年1月29日  | 全50集   |
| 1983 （昭和58年）           | 7        | 科學戰隊炸藥人                       | - 炸藥                 | 1983年2月5日ー1984年1月28日  | 全51集   |
| 1984 （昭和59年）           | 8        | 超電子生化人                         | - 生物技術             | 1984年2月4日ー1985年1月26日  | 全51集   |
| 1985 （昭和60年）           | 9        | 電擊戰隊變化人                       | - 傳說生物             | 1985年2月2日ー1986年2月22日  | 全55集   |
| 1986 （昭和61年）           | 10       | 超新星閃光人                         | - 宇宙                 | 1986年3月1日ー1987年2月21日  | 全50集   |
| 1987 （昭和62年）           | 11       | 光戰隊覆面人                         | - 氣功                 | 1987年2月28日ー1988年2月20日 | 全51集   |
| 1988 （昭和63年）           | 12       | 超獸戰隊生命人                       | - 動物                 | 1988年2月27日ー1989年2月18日 | 全49集   |
| 1989 （平成元年）           | 13       | 高速戰隊渦輪連者                     | - 高中生 - 交通工具    | 1989年2月25日ー1990年2月23日 | 全51集   |
| 1990年代                    |          |                                      |                        |                              |          |
| 1990 （平成2年）            | 14       | 地球戰隊Fiveman                      | - 家族 - 教師 - 宇宙   | 1990年3月2日ー1991年2月8日   | 全48集   |
| 1991 （平成3年）            | 15       | 鳥人戰隊噴射人                       | - 鳥類動物             | 1991年2月15日ー1992年2月14日 | 全51集   |
| 1992 （平成4年）            | 16       | 恐龍戰隊獸連者                       | - 恐龍                 | 1992年2月21日ー1993年2月12日 | 全50集   |
| 1993 （平成5年）            | 17       | 五星戰隊大連者                       | - 拳法 - 靈獸          | 1993年2月19日ー1994年2月11日 | 全50集   |
| 1994 （平成6年）            | 18       | 忍者戰隊隱連者                       | - 忍者                 | 1994年2月18日ー1995年2月24日 | 全53集   |
| 1995 （平成7年）            | 19       | 超力戰隊王連者                       | - 空軍 - 超古代文明    | 1995年3月3日ー1996年2月23日  | 全48集   |
| 1996 （平成8年）            | 20       | 激走戰隊車連者                       | - 交通工具             | 1996年3月1日ー1997年2月7日   | 全48集   |
| 1997 （平成9年）            | 21       | 電磁戰隊百萬連者                     | - 宇宙 - 數碼 - 高中生 | 1997年2月14日ー1998年2月15日 | 全51集   |
| 1998 （平成10年）           | 22       | 星獸戰隊銀河人                       | - 動物 - 銀河 - 森林   | 1998年2月22日ー1999年2月14日 | 全50集   |
| 1999 （平成11年）           | 23       | 救急戰隊GoGo V                       | - 救援 - 消防 - 家族   | 1999年2月21日ー2000年2月6日  | 全50集   |
| 2000年代                    |          |                                      |                        |                              |          |
| 2000 （平成12年）           | 24       | 未來戰隊時間連者                     | - 時空                 | 2000年2月13日ー2001年2月11日 | 全51集   |
| 2001 （平成13年）           | 25       | 百獸戰隊牙吠連者                     | - 動物                 | 2001年2月18日ー2002年2月10日 | 全51集   |
| 2002 （平成14年）           | 26       | 忍風戰隊破裏劍者                     | - 忍者 - 氣候          | 2002年2月17日ー2003年2月9日  | 全51集   |
| 2003 （平成15年）           | 27       | 爆龍戰隊暴連者                       | - 恐龍                 | 2003年2月16日ー2004年2月8日  | 全50集   |
| 2004 （平成16年）           | 28       | 特搜戰隊刑事連者                     | - 警察                 | 2004年2月15日ー2005年2月6日  | 全50集   |
| 2005 （平成17年）           | 29       | 魔法戰隊魔法連者                     | - 家族 - 魔法          | 2005年2月13日ー2006年2月12日 | 全49集   |
| 2006 （平成18年）           | 30       | 轟轟戰隊冒險者                       | - 探險                 | 2006年2月19日ー2007年2月11日 | 全49集   |
| 2007 （平成19年）           | 31       | 獸拳戰隊激氣連者                     | - 拳法 - 動物          | 2007年2月18日ー2008年2月10日 | 全49集   |
| 2008 （平成20年）           | 32       | 炎神戰隊Go-onger                     | - 交通工具             | 2008年2月17日ー2009年2月8日  | 全50集   |
| 2009 （平成21年）           | 33       | 侍戰隊真劍者                         | - 武士                 | 2009年2月15日ー2010年2月7日  | 全49集   |
| 2010年代                    |          |                                      |                        |                              |          |
| 2010 （平成22年）           | 34       | 天裝戰隊護星者                       | - 天使                 | 2010年2月14日ー2011年2月6日  | 全50集   |
| 2011 （平成23年）           | 35       | 海賊戰隊豪快者                       | - 海賊                 | 2011年2月13日ー2012年2月19日 | 全51集   |
| 2012 （平成24年）           | 36       | 特命戰隊Go Busters                   | - 數碼 - 機械          | 2012年2月26日ー2013年2月10日 | 全50集   |
| 2013 （平成25年）           | 37       | 獸電戰隊強龍者                       | - 恐龍 - 電池          | 2013年2月17日ー2014年2月9日  | 全48集   |
| 2014 （平成26年）           | 38       | 烈車戰隊特急者                       | - 列車 - 想象力        | 2014年2月16日ー2015年2月15日 | 全47集   |
| 2015 （平成27年）           | 39       | 手裏劍戰隊忍忍者                     | - 忍者 - 手裏劍        | 2015年2月22日ー2016年2月7日  | 全47集   |
| 2016 （平成28年）           | 40       | 動物戰隊獸王者                       | - 動物                 | 2016年2月14日ー2017年2月5日  | 全48集   |
| 2017 （平成29年）           | 41       | 宇宙戰隊九連者                       | - 星座 - 宇宙          | 2017年2月12日ー2018年2月4日  | 全48集   |
| 2018 （平成30年）           | 42       | 快盜戰隊魯邦連者 VS 警察戰隊巡邏連者 | - 怪盜 VS 警察         | 2018年2月11日ー2019年2月10日 | 全51集   |
| 2019 （平成31年－令和元年） | 43       | 騎士龍戰隊龍裝者                     | - 恐龍 - 騎士          | 2019年3月17日ー2020年3月1日  | 全48集   |
| 2020年代                    |          |                                      |                        |                              |          |
| 2020 （令和2年）            | 44       | 魔進戰隊煌輝者                       | - 寶石 - 交通工具      | 2020年3月8日ー2021年2月28日  | 全45集   |
| 2021 （令和3年）            | 45       | 機界戰隊全開者                       | - 機械 - 齒輪          | 2021年3月7日ー2022年2月27日  | 全49集   |
| 2022 （令和4年）            | 46       | 暴太郎戰隊Don Brothers               | - 桃太郎 - 虛擬實境    | 2022年3月6日ー2023年2月26日  | 全50集   |
| 2023 （令和5年）            | 47       | 國王戰隊帝王者                       | - 昆蟲 - 國王          | 2023年3月5日ー2024年2月25日  | 全50集   |
| 2024 （令和6年）            | 48       | 爆上戰隊奔奔者                       | - 創造 - 交通工具      | 2024年3月3日ー2025年2月9日   | 全48集   |
| 2025 （令和7年）            | 49       | 第一戰隊五獸者                       | - 動物 - 戒指          | 2025年2月16日ー              | 播映中   |

## 電影作品

### 劇場版作品
| 放映日期           | 中文                              | 日文                                          | 備註                           |
| ------------------ | --------------------------------- | --------------------------------------------- | ------------------------------ |
| 1975年7月26日      | 秘密戰隊五連者                    | 秘密戦隊ゴレンジャー                          | 電視本篇第6集再編集版          |
| 1975年12月20日     | 秘密戰隊五連者 青色大要塞         | 秘密戦隊ゴレンジャー 青い大要塞               | 電視本篇第15話再編集版         |
| 1976年3月20日      | 秘密戰隊五連者 真赤的猛進撃!      | 秘密戦隊ゴレンジャー 真赤な猛進撃!            | 電視本篇第36話再編集版         |
| 1976年7月18日      | 秘密戰隊五連者 炸彈颶風!          | 秘密戦隊ゴレンジャー 爆弾ハリケーン           |                                |
| 1976年12月18日公開 | 秘密戰隊五連者 火之山最後的大爆發 | 秘密戦隊ゴレンジャー 火の山最期の大噴火       | 電視本篇第54話再編集版         |
| 1977年7月17日      | JAKQ電撃隊                        | ジャッカー電撃隊                              | 電視本篇第7話再編集版          |
| 1978年3月18日      | JAKQ電撃隊VS五連者                | ジャッカー電撃隊VSゴレンジャー                | 超級戰隊V-cinema的先驅         |
| 1979年7月21日公開  | 戰鬥狂熱 J                        | バトルフィーバーJ                             | 電視本篇第5話再編集版          |
| 1980年7月12日公開  | 電子戰隊電磁人                    | 電子戦隊デンジマン                            |                                |
| 1981年7月18日      | 太陽戰隊太陽火神                  | 太陽戦隊サンバルカン                          |                                |
| 1982年3月13日      | 大戰隊風鏡V                       | 大戦隊ゴーグルファイブ                        |                                |
| 1983年3月13日      | 科學戰隊炸藥人                    | 科学戦隊ダイナマン                            | 電視本篇第32話縮短後再放送     |
| 1984年7月14日      | 超電子生化人                      | 超電子バイオマン                              |                                |
| 1985年3月16日      | 電擊戰隊變化人                    | 電撃戦隊チェンジマン                          |                                |
| 1985年7月13日公開  | 電擊戰隊變化人 飛梭基地!千鈞一髮! | 電撃戦隊チェンジマン シャトルベース!危機一髪! |                                |
| 1986年3月15日      | 超新星閃光人                      | 超新星フラッシュマン                          |                                |
| 1987年3月14日      | 超新星閃光人 大逆轉!泰坦男孩      | 超新星フラッシュマン 大逆転!タイタンボーイ    | 電視本篇第15話～第18話再編集版 |
| 1987年7月18日      | 光戰隊覆面人                      | 光戦隊マスクマン                              |                                |
| 1989年3月18日      | 高速戰隊渦輪連者                  | 高速戦隊ターボレンジャー                      |                                |

### 3D電影放映活動
| 放映日期 | 中文           | 日文                 | 備註                                                                                    |
| -------- | -------------- | -------------------- | --------------------------------------------------------------------------------------- |
| 1994年   | 超級戰隊世界   | スーパー戦隊ワールド | 地球戰隊五人組、 鳥人戰隊噴射人、恐龍戰隊獸連者、五星戰隊大連者、忍者戰隊隱連者夢幻共演 |
| 1994年   | 東映英雄大集合 | 東映ヒーロー大集合   | 同時加開                                                                                |

### 東映超級英雄博覽會
| 放映日期      | 中文           | 日文                   |
| ------------- | -------------- | ---------------------- |
| 1993年4月17日 | 五星戰隊大連者 | 五星戦隊ダイレンジャー |
| 1994年4月16日 | 忍者戰隊隱連者 | 忍者戦隊カクレンジャー |
| 1995年4月15日 | 超力戰隊王連者 | 超力戦隊オーレンジャー |

### 超級戰隊&假面騎士劇場作品
自2001年開始，東映的兩大特攝英雄，固定會在每年8月份或9月份在電影院同時公開放映超級戰隊和假面騎士本身當年的劇場版作品。
| 放映日期      | 中文                                                | 日文                                                               | 備註 |
| ------------- | --------------------------------------------------- | ------------------------------------------------------------------ | --- |
| 2001年9月22日 | 劇場版 百獸戰隊牙吠連者 怒吼吧，火山                | 劇場版 百獣戦隊ガオレンジャー 火の山、吼える                       | |
| 2002年8月17日 | 忍風戰隊破裏劍者 咻咻的 The Movie                   | 忍風戦隊ハリケンジャー シュシュッと THE MOVIE                      | |
| 2003年8月16日 | 劇場版 爆龍戰隊暴連者 DELUXE 暴連者的暑假好冰喔!    | 劇場版 爆竜戦隊アバレンジャー DELUXE アバレサマーはキンキン中!     | |
| 2004年9月11日 | 特搜戰隊刑事連者 THE MOVIE Full Blast Action        | 特捜戦隊デカレンジャー THE MOVIE フルブラスト・アクション          | |
| 2005年9月3日  | 魔法戰隊魔法連者 THE MOVIE 地獄魔人的新娘           | 魔法戦隊マジレンジャー THE MOVIE インフェルシアの花嫁              | |
| 2006年8月5日  | 轟轟戰隊冒險者 THE MOVIE 最強的密寶                 | 轟轟戦隊ボウケンジャー THE MOVIE 最強のプレシャス                  | |
| 2007年8月4日  | 電影版 獸拳戰隊激氣連者 NEINEI!HOHO!香港大決戰      | 電影版 獣拳戦隊ゲキレンジャー ネイネイ!ホウホウ!ホンコン大決戦     | |
| 2008年8月9日  | 炎神戰隊轟音者 BUNBUN!BANBAN!劇場BANG!!             | 炎神戦隊ゴーオンジャー BUNBUN!BANBAN!劇場BANG!!                    | |
| 2009年8月8日  | 侍戰隊真劍者 銀幕版 天下驅分點之戰                  | 侍戦隊シンケンジャー 銀幕版 天下分け目の戦                         | 3D電影 |
| 2010年8月7日  | 天裝戰隊護星者 EPIC ON THE MOVIE                    | 天装戦隊ゴセイジャー エピックON THEムービー                        | 3D電影 |
| 2011年8月6日  | 海賊戰隊豪快者 The Movie 飛天幽靈船                 | 海賊戦隊ゴーカイジャー THE MOVIE 空飛ぶ幽霊船                      | 3D電影 |
| 2012年8月4日  | 特命戰隊Go Busters THE MOVIE 保護東京Enetower!      | 特命戦隊ゴーバスターズ THE MOVIE 東京エネタワーをまもれ!           | |
| 2013年8月3日  | 劇場版 獸電戰隊強龍者 GABURINCHO OF MUSIC           | 劇場版 獣電戦隊キョウリュウジャー ガブリンチョ・オブ・ミュージック | |
| 2014年7月19日 | 烈車戰隊特急者 THE MOVIE 銀河路線SOS                | 烈車戦隊トッキュウジャー THE MOVIE ギャラクシーラインエスオーエス  | |
| 2015年8月8日  | 手裏劍戰隊忍忍者 THE MOVIE 恐龍殿下的驚天忍法帖！   | 手裏剣戦隊ニンニンジャー THE MOVIE 恐竜殿さまアッパレ忍法帖!       | |
| 2016年8月6日  | 劇場版 動物戰隊獸王者 心跳不已 馬戲團恐慌！         | 劇場版 動物戦隊ジュウオウジャー ドキドキ サーカス パニック!        | |
| 2017年8月5日  | 宇宙戰隊九連者 THE MOVIE Goes Indaver的逆襲         | 宇宙戦隊キュウレンジャー THE MOVIE ゲース・インダベーの逆襲        | |
| 2018年8月4日  | 快盗战队鲁邦连者VS警察战队巡逻连者 en film          | 快盗戦隊ルパンレンジャーVS警察戦隊パトレンジャー en film           | |
| 2019年7月26日 | 騎士龍戰隊龍裝者 THE MOVIE 時空穿梭！恐龍大恐慌!!   | 騎士竜戦隊リュウソウジャー THE MOVIE タイムスリップ!恐竜パニック!! | |
| 2020年2月8日  | 魔進戰隊煌輝者 EpisodeZERO                          | 魔進戦隊キラメイジャー エピソードZERO                              | 超級戰隊史上首次於本篇播放前上映的劇場版作品，與《劇場版 騎士龍戰隊龍裝者VS魯邦連者VS巡邏連者》同時上映。 |
| 2021年2月20日 | 魔進戰隊煌輝者 THE MOVIE Be-Bop Dream               | 魔進戦隊キラメイジャー THE MOVIE ビー・バップ・ドリーム            | 原定2020年7月23日上映，因受到新型冠狀病毒的影響，導致連同假面騎士的夏日劇場版延後上映，假面騎士延至同年12月上映，魔進戰隊煌輝者則是延至2021年春上映。之後官方以『超級戰隊MOVIE連者2021』的方式同時上映魔進戰隊煌輝者、騎士龍戰隊龍裝者與機界戰隊全界者三代系列作的劇場版作品。 |
| 2021年2月20日 | 騎士龍戰隊龍裝者 特別篇 Memory of Soulmate          | 騎士竜戦隊リュウソウジャー 特別編 メモリー・オブ・ソウルメイツ     | 原定2020年7月23日上映，因受到新型冠狀病毒的影響，導致連同假面騎士的夏日劇場版延後上映，假面騎士延至同年12月上映，魔進戰隊煌輝者則是延至2021年春上映。之後官方以『超級戰隊MOVIE連者2021』的方式同時上映魔進戰隊煌輝者、騎士龍戰隊龍裝者與機界戰隊全界者三代系列作的劇場版作品。 |
| 2021年2月20日 | 機界戰隊全開者 THE MOVIE 赤色戰鬥！全戰隊大集會！！ | 機界戦隊ゼンカイジャー THE MOVIE 赤い戦い！オール戦隊大集会!!      | 原定2020年7月23日上映，因受到新型冠狀病毒的影響，導致連同假面騎士的夏日劇場版延後上映，假面騎士延至同年12月上映，魔進戰隊煌輝者則是延至2021年春上映。之後官方以『超級戰隊MOVIE連者2021』的方式同時上映魔進戰隊煌輝者、騎士龍戰隊龍裝者與機界戰隊全界者三代系列作的劇場版作品。 |
| 2022年7月22日 | 暴太郎戰隊Don Brothers THE MOVIE 新·初戀英雄        | 暴太郎戦隊ドンブラザーズ THE MOVIE 新・初恋ヒーロー                | |
| 2023年7月28日 | 電影 王樣戰隊帝王者 冒險王國                        | 映画 王様戦隊キングオージャー アドベンチャー・ヘブン                 | |
| 2024年7月26日 | 爆上戰隊BoonBoomger 劇場BOON！PROMISE THE CIRCUIT   | 爆上戦隊ブンブンジャー 劇場BOON! プロミス・ザ・サーキット          | |
| 2025年7月25日 | 第一戰隊五獸者 復活的特加神                         | ナンバーワン戦隊ゴジュウジャー 復活のテガソード                    | |

### VS篇
從1996年《超力戰隊王連者vs隱連者》開始，主要是以兩個戰隊同時登場的特別篇，日本官方是以租賣錄影帶與DVD為主，是電視版中見不到的，直到《獸拳戰隊激氣連者vs冒險者》為止。
| 發售日期      | 中文                               | 日文                                          | 備註                                                       |
| ------------- | ---------------------------------- | --------------------------------------------- | ---------------------------------------------------------- |
| 1996年3月8日  | 超力戰隊王連者 王連VS隱連者        | 超力戦隊オーレンジャー オーレVSカクレンジャー |                                                            |
| 1997年3月14日 | 激走戰隊車連者VS王連者             | 激走戦隊カーレンジャーVSオーレンジャー        |                                                            |
| 1998年3月13日 | 電磁戰隊百萬連者VS車連者           | 電磁戦隊メガレンジャーVSカーレンジャー        |                                                            |
| 1999年3月12日 | 星獸戰隊銀河人VS百萬連者           | 星獣戦隊ギンガマンVSメガレンジャー            |                                                            |
| 1999年7月9日  | 救急戰隊GOGOV 衝突! 新出現的超戰士 | 救急戦隊ゴーゴーファイブ 激突!新たなる超戦士  | 不包含其他戰隊成員，第一部只有單一超級戰隊。同年暑假發售。 |
| 2000年3月10日 | 救急戰隊GOGOV VS銀河人             | 救急戦隊ゴーゴーファイブVSギンガマン          |                                                            |
| 2001年3月9日  | 未來戰隊時連者 VS GOGOV            | 未来戦隊タイムレンジャーVSゴーゴーファイブ    |                                                            |
| 2001年8月10日 | 百獸戰隊牙吠連者VS超級戰隊         | 百獣戦隊ガオレンジャーVSスーパー戦隊          | 同年暑假發售，超級戰隊系列25周年紀念電影                   |
| 2003年3月14日 | 忍風戰隊破裏劍者VS牙吠連者         | 忍風戦隊ハリケンジャーVSガオレンジャー        |                                                            |
| 2004年3月12日 | 爆龍戰隊暴連者VS破裏劍者           | 爆竜戦隊アバレンジャーVSハリケンジャー        |                                                            |
| 2005年3月21日 | 特搜戰隊刑事連者VS暴連者           | 特捜戦隊デカレンジャーVSアバレンジャー        |                                                            |
| 2006年3月10日 | 魔法戰隊魔法連者VS刑事連者         | 魔法戦隊マジレンジャーVSデカレンジャー        |                                                            |
| 2007年3月9日  | 轟轟戰隊冒險者VS超級戰隊           | 轟轟戦隊ボウケンジャーVSスーパー戦隊          | 超級戰隊系列30周年紀念電影                                 |
| 2008年3月14日 | 獸拳戰隊激氣連者VS冒險者           | 獣拳戦隊ゲキレンジャーVSボウケンジャー        | V-cinema最後一作                                           |

### 超級戰隊祭
《超級戰隊V-cinema》的同性質作品，唯一不同的是原本超級戰隊V-cinema是以錄影帶與DVD的形式發售，而《超級戰隊祭》是直接改為在電影院上映，上映日期原先是在舊戰隊本篇結束前上映，自《魔進戰隊煌輝者VS龍裝者》則改為在本篇結束後上映。
然而在《侍戰隊真劍者VS轟音者 銀幕BANG!!》開始往後每一次每一年的新的戰隊都會以變身後的姿態在《超級戰隊祭》中搶先客串作為宣傳，直到《劇場版 動物戰隊獸王者 VS 忍忍者 來自未來的訊息 from 超級戰隊》為止往後的《超級戰隊祭》皆無新的戰隊搶先登場客串；而在《劇場版 騎士龍戰隊龍裝者VS魯邦連者VS巡邏連者》則是首次改以《超級戰隊MOVIE派對》作為VS劇場版的主題也同時上映《魔進戰隊煌輝者 EpisodeZERO》來作為新戰隊登場的宣傳。
| 上映日期      | 中文                                                         | 日文                                                                                   | 備註                                                                                     |
| ------------- | ------------------------------------------------------------ | -------------------------------------------------------------------------------------- | ---------------------------------------------------------------------------------------- |
| 2009年1月24日 | 劇場版 炎神戰隊轟音者VS激氣連者                              | 劇場版 炎神戦隊ゴーオンジャーVSゲキレンジャー                                          |                                                                                          |
| 2010年1月30日 | 侍戰隊真劍者VS轟音者 銀幕BANG!!                              | 侍戦隊シンケンジャーVSゴーオンジャー 銀幕BANG!!                                        | 從本作V-cinema劇場版開始，下一部作品登場的新戰隊組合都會有幾分鐘的亮相時間。             |
| 2011年1月22日 | 天裝戰隊護星者VS真劍者 Epic on 銀幕                          | 天装戦隊ゴセイジャーVSシンケンジャー エピックon銀幕                                    |                                                                                          |
| 2012年1月21日 | 海賊戰隊豪快者 VS 宇宙刑事卡邦 THE MOVIE                     | 海賊戦隊ゴーカイジャー VS 宇宙刑事ギャバン THE MOVIE                                   |                                                                                          |
| 2013年1月19日 | 特命戰隊Go Busters VS 海賊戰隊豪快者 THE MOVIE               | 特命戦隊ゴーバスターズVS海賊戦隊ゴーカイジャー THE MOVIE                               |                                                                                          |
| 2014年1月18日 | 獸電戰隊強龍者 VS Go Busters 恐龍大決戰！ 再見永遠的朋友啊   | 獣電戦隊キョウリュウジャーVSゴーバスターズ 恐竜大決戦！さらば永遠の友よ                | 在新戰隊登場畫面，首次將其移至片尾曲之後。                                               |
| 2015年1月17日 | 烈車戰隊特急者 VS 強龍者 THE MOVIE                           | 烈車戦隊トッキュウジャーVSキョウリュウジャー THE MOVIE                                 |                                                                                          |
| 2016年1月23日 | 手裏劍戰隊忍忍者 VS 特急者 THE MOVIE 忍者 In Wonderland      | 手裏剣戦隊ニンニンジャーVSトッキュウジャー THE MOVIE 忍者・イン・ワンダーランド        |                                                                                          |
| 2017年1月14日 | 劇場版 動物戰隊獸王者 VS 忍忍者 來自未來的訊息 from 超級戰隊 | 劇場版 動物戦隊ジュウオウジャーVSニンニンジャー 未来からのメッセージ from スーパー戦隊 |                                                                                          |
| 2019年5月3日  | 魯邦連者VS巡邏連者VS九連者                                   | ルパンレンジャーVSパトレンジャーVSキュウレンジャー                                     | 本作的V-cinema較為特別，首次為5月上映的作品，並首次有三組戰隊同時登場，人數高達20人。    |
| 2020年2月8日  | 劇場版 騎士龍戰隊龍裝者VS魯邦連者VS巡邏連者                  | 劇場版 騎士竜戦隊リュウソウジャーVSルパンレンジャーVSパトレンジャー                    | 超級戰隊MOVIE派對，與《魔進戰隊煌輝者 EpisodeZERO》同時上映。                            |
| 2021年4月29日 | 魔進戰隊煌輝者VS龍裝者                                       | 魔進戦隊キラメイジャーVSリュウソウジャー                                               |                                                                                          |
| 2022年4月29日 | 機界戰隊全開者VS煌輝者VS前輩者                               | 機界戦隊ゼンカイジャーVSキラメイジャーVSセンパイジャー                                 |                                                                                          |
| 2023年5月3日  | 暴太郎戰隊Don BrothersVS全開者                               | 暴太郎戦隊ドンブラザーズVSゼンカイジャー                                               |                                                                                          |
| 2024年4月26日 | 王樣戰隊帝王者VSDon Brothers                                 | 王様戦隊キングオージャーVSドンブラザーズ                                               | 與《王樣戰隊帝王者VS強龍者》同時上映。                                                   |
| 2024年4月26日 | 王樣戰隊帝王者VS強龍者                                       | 王様戦隊キングオージャーVSキョウリュウジャー                                           | 與《王樣戰隊帝王者VSDon Brothers》同時上映，本作亦是作為《獸電戰隊強龍者》10週年歸來篇。 |
| 2025年5月1日  | 爆上戰隊BoonBoomger VS 帝王者                                | 爆上戦隊ブンブンジャー VS キングオージャー                                             |                                                                                          |

### 歸來篇
東映在前一代的戰隊結束後，在結束後的該年夏天所發行的特別篇。
| 發售日期      | 中文                                              | 日文                                                                     | 備註                                                                                                 |
| ------------- | ------------------------------------------------- | ------------------------------------------------------------------------ | --- |
| 2010年6月21日 | 歸來的侍戰隊真劍者 特別幕                         | 帰ってきた侍戦隊シンケンジャー 特別幕                                    | |
| 2011年6月21日 | 歸來的天裝戰隊護星者 last epic                    | 帰ってきた天装戦隊ゴセイジャー last epic                                 | |
| 2013年6月21日 | 歸來的特命戰隊Go Busters VS動物戰隊Go Busters     | 帰ってきた特命戦隊ゴーバスターズVS動物戦隊ゴーバスターズ                 | |
| 2014年6月20日 | 歸來的獸電戰隊強龍者 100 Years After              | 帰ってきた獣電戦隊キョウリュウジャー 100 YEARS AFTER                     | |
| 2015年6月24日 | 歸來的烈車戰隊特急者 夢幻的超特急7號              | 行って帰ってきた烈車戦隊トッキュウジャー 夢の超トッキュウ7号             | |
| 2016年6月22日 | 歸來的手裏劍戰隊忍忍者 忍忍GirlsVSBoys FINAL WARS | 帰ってきた手裏剣戦隊ニンニンジャー ニンニンガールズVSボーイズ FINAL WARS | |
| 2017年6月25日 | 歸來的動物戰隊獸王者 納命來！地球王者決定戰       | 帰ってきた動物戦隊ジュウオウジャー お命頂戴！地球王者決定戦              | |
| 2018年6月30日 | 宇宙戰隊九連者 VS SPACE SQUAD                     | 宇宙戦隊キュウレンジャー VS スペース・スクワッド                         | 為歸來系列首次與其他作品跨界聯動的作品，也稱作「歸來聯動篇」。 這部同時也是SPACE SQUAD系列的第三彈。 |

### 10周年歸來篇
東映在該戰隊完播畢的十年發行的特別篇，但因為演員的各種因素，並非每支戰隊都會有十周年紀念特別篇。
| 發售日期       | 中文                              | 日文                                         | 備註                                                     |
| -------------- | --------------------------------- | -------------------------------------------- | -------------------------------------------------------- |
| 2013年8月9日   | 忍風戰隊破裏劍者 10 YEARS AFTER   | 忍風戦隊ハリケンジャー 10 YEARS AFTER        |                                                          |
| 2015年10月7日  | 特搜戰隊刑事連者 10 YEARS AFTER   | 特捜戦隊デカレンジャー 10 YEARS AFTER        |                                                          |
| 2018年9月26日  | 炎神戰隊轟音者 10 YEARS GRANDPRIX | 炎神戦隊ゴーオンジャー 10 YEARS GRANDPRIX    |                                                          |
| 2021年11月12日 | TEN·豪快者                        | テン・ゴーカイジャー                         | 與《超級戰隊系列》其他系列作聯動                         |
| 2024年4月26日  | 王樣戰隊帝王者VS強龍者            | 王様戦隊キングオージャーVSキョウリュウジャー | 本作是《獸電戰隊強龍者》10週年歸來篇，同時亦為超級戰隊祭 |

### 20周年劇場版
東映在該戰隊完播畢的二十年後發行的劇場版，由忍風戰隊破裏劍者原班演員開創先例，但因為演員的各種因素，並非每支戰隊都會有二十周年紀念劇場版。
| 上映日期   | 中文                                        | 日文                                                   | 備註 |
| ---------- | ------------------------------------------- | ------------------------------------------------------ | ---- |
| 2023年初夏 | 忍風戰隊破裏劍者咻咻20th Anniversary        | 忍風戦隊ハリケンジャーシュシュッと20th Anniversary     |      |
| 2023年     | 《爆龍戰隊暴連者 20th 不可饒恕的暴亂》      | 爆龍戦隊アバレンジャ－20th 許されざるアバレ            |      |
| 2024年初夏 | 《特搜戰隊刑事連者 20th Fireball・Booster》 | 特捜戦隊デカレンジャー20thファイヤーボール・ブースター |      |

### 30周年劇場版
東映在該戰隊完播畢的三十年後發行的劇場版，由忍者戰隊隱連者原班演員開創先例，但因為演員的各種因素，並非每支戰隊都會有三十周年紀念劇場版。
| 上映日期   | 中文                               | 日文                                      | 備註 |
| ---------- | ---------------------------------- | ----------------------------------------- | ---- |
| 2024年初夏 | 忍者戰隊隱連者30週年第三部中年奮鬥 | 忍者戦隊カクレンジャー 第三部・中年奮闘編 |      |
| 2026年     | 超力战队王连者30周年               | 超力戦隊オーレンジャー 30th               |      |

### SPACE SQUAD篇
| 上映日期      | 中文                                      | 日文                                                         | 備註                                                                            |
| ------------- | ----------------------------------------- | ------------------------------------------------------------ | ------------------------------------------------------------------------------- |
| 2017年6月17日 | SPACE SQUAD 卡邦 VS 刑事連者              | スペース・スクワッド ギャバンVSデカレンジャー                | SPACE SQUAD系列第一彈                                                           |
| 2017年6月17日 | GIRLS in TROUBLE SPACE SQUAD EPISODE ZERO | ガールズ・イン・トラブル スペース・スクワッド エピソードゼロ | SPACE SQUAD系列第二彈，同時由第一彈所登場的超級英雄系列女角擔綱演出             |
| 2018年6月30日 | 宇宙戰隊九連者 VS SPACE SQUAD             | 宇宙戦隊キュウレンジャー VS スペース・スクワッド             | SPACE SQUAD系列第三彈，亦同時為歸來系列首次的聯動，也因此可稱之為「歸來聯動篇」 |

### 外傳篇
| 配信日期       | 中文                              | 日文                                             | 備註                               |
| -------------- | --------------------------------- | ------------------------------------------------ | ---------------------------------- |
| 2017年10月25日 | 宇宙戰隊九連者 Episode of Stinger | 宇宙戦隊キュウレンジャー Episode of スティンガー | 為超級戰隊系列史上首部個人特別篇   |
| 2021年8月8日   | 約頓娜                            | ヨドンナ                                         | 為超級戰隊系列史上首部反派角色外傳 |
| 2021年9月12日  | 約頓娜2                           | ヨドンナ2                                        |                                    |
| 2023年3月5日   | 約頓娜3                           | ヨドンナ3 約頓娜的情人節                         | 約頓娜的續篇                       |
| 2024年3月3日   | 約頓娜 THE FINAL                  | ヨドンナ THE FINAL                               | 約頓娜系列的完結篇                 |

### 其他作品
| 上映日期      | 中文                                         | 日文                                                             | 備註 |
| ------------- | -------------------------------------------- | ---------------------------------------------------------------- | --- |
| 2011年6月11日 | 豪快者 護星者 超級戰隊199英雄大決戰          | ゴーカイジャー ゴセイジャー スーパー戦隊199ヒーロー大決戦        | 為了紀念「超級戰隊系列」35作品、「東映」創立60週年的紀念作品，同時上映假面騎士紀念作品『OOO·电王·All Riders Let's Go Kamen Riders』。 原定2011年5月21日上映，但因受到2011年日本東北地方太平洋近海地震的影響，而將延遲至同年6月11日上映。 本作戰隊以《海賊戰隊豪快者》初期成員和《天裝戰隊護星者》全體成員為中心。 |
| 2012年4月21日 | 假面騎士x超級戰隊 超級英雄大戰               | 仮面ライダー×スーパー戦隊 スーパーヒーロー大戦                   | 「假面騎士」和「超級戰隊」的史上第一次兩大英雄夢幻共演紀念作品，同時也是為了紀念「假面騎士系列」誕生40週年的紀念作品。 本作戰隊以《特命戰隊Go Busters》初期成員和《海賊戰隊豪快者》全體成員為中心。 |
| 2013年4月27日 | 假面騎士×超級戰隊×宇宙刑事 超級英雄大戰Z     | 仮面ライダー×スーパー戦隊×宇宙刑事 スーパーヒーロー大戦Ｚ        | 「假面騎士」、「超級戰隊」和「宇宙刑事」的三大英雄夢幻共演紀念作品，同時也是為了紀念「宇宙刑事系列」誕生30周年的紀念作品。 本作戰隊以《獸電戰隊強龍者》初期成員和《特命戰隊Go Busters》全體成員為中心。 |
| 2014年3月29日 | 平成騎士對昭和騎士 假面騎士大戰feat.超級戰隊 | 平成ライダー対昭和ライダー 仮面ライダー大戦 feat.スーパー戦隊    | 「平成假面騎士」和「昭和假面騎士」的史上第一次兩大假面騎士夢幻共演紀念作品，同時也是為了紀念「平成假面騎士系列」誕生15週年的紀念作品。 本作戰隊以《烈車戰隊特急者》初期成員為中心。 |
| 2015年3月21日 | 超級英雄大戰GP 假面騎士3號                   | スーパーヒーロー大戦GP 仮面ライダー3号                           | 本作戰隊以《手裏劍戰隊忍忍者》初期成員為中心。 |
| 2017年3月25日 | 假面騎士x超級戰隊 超 超級英雄大戰            | 仮面ライダー×スーパー戦隊 超スーパーヒーロー大戦                 | 本作戰隊以《宇宙戰隊九連者》初期成員為中心，另外從《特命戰隊Go Busters》至《動物戰隊獸王者》皆有一成員參戰。 |
| 2021年7月22日 | 假面騎士聖刃 + 機界戰隊全開者 超級英雄戰記   | 仮面ライダーセイバー+機界戦隊ゼンカイジャー スーパーヒーロー戦記 | 本作為《假面騎士聖刃》和《機界戰隊全開者》的跨界劇場版，同時也是《假面騎士系列》50週年和《超級戰隊系列》45作品的聯動紀念作。 |

### 電視特別篇
| 放送日期                       | 中文                                                   | 日文                                                                     | 備註 |
| ------------------------------ | ------------------------------------------------------ | ------------------------------------------------------------------------ | ---- |
| 2014年3月30日                  | 《烈車戰隊特急者VS假面騎士鎧武 春假合體特別篇》        | 烈車戦隊トッキュウジャーVS仮面ライダー鎧武 春休み合体スペシャル          |      |
| 2015年3月29日                  | 《手裏劍戰隊忍忍者VS假面騎士Drive春假合體1小時特別篇》 | 手裏剣戦隊ニンニンジャーVS仮面ライダードライブ 春休み合体1時間スペシャル |      |
| 2019年2月17日 ～ 2019年3月10日 | 《連續4週特別篇 超級戰隊最強對戰!!》                   | 4週連続スペシャル スーパー戦隊最強バトル!!                               |      |

## 作品編劇
| 年份     | 系列數   | 作品                                 | 話數     | 編劇 |
| 昭和時代 | 昭和時代 | 昭和時代                             | 昭和時代 | 昭和時代 |
| -------- | -------- | ------------------------------------ | -------- | --- |
| 1975     | 01       | 秘密戰隊五連者                       | 84       | 上原正三[51] ,曾田博久[19] ,高久進&新井光[11] ,平山公夫[2] ,藤川桂介[1]                                           |
| 1977     | 02       | JAKQ電擊隊                           | 35       | 上原正三[26] ,押川國秋[4] ,曽田博久[1] ,高久進&新井光[1] ,新井光[1] ,平山公夫[1] ,長坂秀佳[1]                     |
| 1979     | 03       | 戰鬥狂熱 J                           | 52       | 上原正三[24] ,高久進[12] ,江連卓[8] ,曽田博久[8]                                                                  |
| 1980     | 04       | 電子戰隊電磁人                       | 51       | 上原正三[31] ,曽田博久[11] ,江連卓[5] ,高久進[4]                                                                  |
| 1981     | 05       | 太陽戰隊太陽火神                     | 50       | 上原正三[29] ,曽田博久[12] ,筒井ともみ[5] ,酒井あきよし[2] ,高久進[1] ,松下幹夫[1]                                |
| 1982     | 06       | 大戰隊風鏡Ｖ                         | 50       | 曽田博久[29] ,松本功[7] ,筒井ともみ[4] ,酒井あきよし[4] ,鷺山京子[4] ,由起圭[1]                                   |
| 1983     | 07       | 科學戰隊炸藥人                       | 51       | 曽田博久[32] ,鷺山京子[5] ,寺田憲史[5] ,松本功[5] ,吉田竣亮[2] ,三木孝祐[1] ,山中伊知郎[1]                        |
| 1984     | 08       | 超電子生化人                         | 51       | 曽田博久[37] ,鷺山京子[8] ,藤井邦夫[4] ,山本優[1] ,鳴海丈[1]                                                      |
| 1985     | 09       | 電擊戰隊變化人                       | 55       | 曽田博久[39] ,藤井邦夫[13] ,鷺山京子[3]                                                                           |
| 1986     | 10       | 超新星閃光人                         | 50       | 曽田博久[36] ,藤井邦夫[7] ,井上敏樹[4] ,島田滿[1] ,照井啓司[1] ,長石多可男[1]                                     |
| 1987     | 11       | 光戰隊覆面人                         | 51       | 曽田博久[35] ,藤井邦夫[10] ,井上敏樹[6]                                                                           |
| 1988     | 12       | 超獸戰隊生命人                       | 49       | 曽田博久[37] ,藤井邦夫[8] ,井上敏樹[4]                                                                            |
| 平成時代 |          |                                      |          | |
| 1989     | 13       | 高速戰隊渦輪連者                     | 51       | 曽田博久[33] ,藤井邦夫[9] ,井上敏樹[5] ,渡邊麻實[3]                                                               |
| 1990     | 14       | 地球戰隊五人組                       | 48       | 曽田博久[33] ,渡辺麻実[5] ,藤井邦夫[5] ,井上敏樹[5]                                                               |
| 1991     | 15       | 鳥人戰隊噴射人                       | 51       | 井上敏樹[29] ,荒木憲一[10] ,荒川稔久[6] ,川崎裕之[1] ,藤井邦夫[1] ,渡辺麻実[1] ,渡辺麻実&八渡直樹[1] ,増田貴彥[1] |
| 1992     | 16       | 恐龍戰隊獸連者                       | 50       | 杉村升[32] ,荒川稔久[7] ,高久進[6] ,鷺山京子[2] ,杉村升&荒木憲一[2] ,井上敏樹[1]                                  |
| 1993     | 17       | 五星戰隊大連者                       | 50       | 杉村升[26] ,荒川稔久[11] ,藤井邦夫[6] ,井上敏樹[4] ,高久進[3]                                                     |
| 1994     | 18       | 忍者戰隊隱連者                       | 53       | 杉村升[32] ,曽田博久[12] ,高久進[6] ,荒川稔久[2] ,藤井邦夫[1]                                                     |
| 1995     | 19       | 超力戰隊王連者                       | 48       | 杉村升[23] ,曽田博久[12] ,上原正三[7] ,井上敏樹[4] ,高久進[2]                                                     |
| 1996     | 20       | 激走戰隊車連者                       | 48       | 浦澤義雄[29] ,荒川稔久[13] ,曽田博久[6]                                                                           |
| 1997     | 21       | 電磁戰隊百萬連者                     | 51       | 武上純希[22] ,小林靖子[13] ,荒川稔久[11] ,柳川茂[5]                                                               |
| 1998     | 22       | 星獸戰隊銀河人                       | 50       | 小林靖子[37] ,武上純希[5] ,荒川稔久[4] ,きだつよし[2] ,沖田徹男[1] ,小林靖子&村山桂[1]                            |
| 1999     | 23       | 救急戰隊GOGOＶ                       | 50       | 武上純希[23] ,小林靖子[11] ,宮下隼一[8] ,山口亮太[8]                                                              |
| 2000     | 24       | 未來戰隊時間連者                     | 51       | 小林靖子[40] ,山口亮太[8] ,井上敏樹[2] ,竹本昇[1]                                                                 |
| 2001     | 25       | 百獸戰隊牙吠連者                     | 51       | 武上純希[38] ,酒井直行[7] ,赤星政尚[5] ,中洲千恵次郎[1]                                                           |
| 2002     | 26       | 忍風戰隊破裏劍者                     | 51       | 宮下隼一[23] ,前川淳[9] ,荒川稔久[8] ,酒井直行[7] ,吉田伸[4]                                                      |
| 2003     | 27       | 爆龍戰隊暴連者                       | 50       | 荒川稔久[26] ,會川昇[9] ,前川淳[8] ,浦沢義雄[6] ,鈴木竹志[1]                                                      |
| 2004     | 28       | 特搜戰隊刑事連者                     | 50       | 荒川稔久[27] ,武上純希[15] ,横手美智子[8]                                                                         |
| 2005     | 29       | 魔法戰隊魔法連者                     | 49       | 前川淳[16] ,横手美智子[16] ,荒川稔久[12] ,大和屋曉[5]                                                             |
| 2006     | 30       | 轟轟戰隊冒險者                       | 49       | 會川昇[23] ,小林靖子[11] ,大和屋曉[8] ,荒川稔久[5] ,武上純希[2]                                                   |
| 2007     | 31       | 獸拳戰隊激氣連者                     | 49       | 横手美智子[24] ,荒川稔久[11] ,會川昇[6] ,小林雄次[4] ,吉村元希[3] ,中島かずき[1]                                  |
| 2008     | 32       | 炎神戰隊轟音者                       | 50       | 武上純希[25] ,會川昇[9] ,古怒田健志[6] ,宮下隼一[5] ,荒川稔久[2] ,荒川稔久&香村純子[1] ,波多野都[1] ,吉本聰子[1]  |
| 2009     | 33       | 侍戰隊真劍者                         | 49       | 小林靖子[42] ,大和屋曉[4] ,石橋大助[3]                                                                            |
| 2010     | 34       | 天裝戰隊護星者                       | 50       | 横手美智子[24] ,荒川稔久[10] ,下山健人[6] ,大和屋曉[4] ,香村純子[3] ,八手三郎[2] ,石橋大助[1]                     |
| 2011     | 35       | 海賊戰隊豪快者                       | 51       | 荒川稔久[25] ,香村純子[16] ,下山健人[6] ,浦沢義雄[2] ,井上敏樹[1] ,石橋大助[1]                                    |
| 2012     | 36       | 特命戰隊Go Busters                   | 50       | 小林靖子[36] ,下山健人[8] ,毛利亘宏[6]                                                                            |
| 2013     | 37       | 獸電戰隊強龍者                       | 48       | 三條陸[48] |
| 2014     | 38       | 烈車戰隊特急者                       | 47       | 小林靖子[36] ,大和屋曉[8] ,會川昇[3]                                                                              |
| 2015     | 39       | 手裏劍戰隊忍忍者                     | 47       | 下山健人[39] ,毛利亘宏[8]                                                                                         |
| 2016     | 40       | 動物戰隊獸王者                       | 48       | 香村純子[34] ,荒川稔久[5] ,田中仁[7] ,下山健人[2]                                                                 |
| 2017     | 41       | 宇宙戰隊九連者                       | 48       | 毛利亘宏[42] ,下山健人[2] ,荒川稔久[2] ,井上テテ[2]                                                               |
| 2018     | 42       | 快盜戰隊魯邦連者 VS 警察戰隊巡邏連者 | 51       | 香村純子[33] ,金子香緒里[7] ,荒川稔久[5] ,大和屋曉[6]                                                             |
| 2019     | 43       | 騎士龍戰隊龍裝者                     | 48       | 山岡潤平[28] ,下亞友美[6] ,金子香緒里[3] ,荒川稔久[6] ,たかひろや[5]                                              |
| 令和時代 |          |                                      |          | |
| 2020     | 44       | 魔進戰隊煌輝者                       | 45       | 荒川稔久[20] ,下亞友美[7] ,三條陸[4] ,井上テテ[6] ,金子香緒里[5] ,橫手美智子[2] ,德永富彥[1]                      |
| 2021     | 45       | 機界戰隊全開者                       | 49       | 香村純子[47] ,毛利亘宏[1] ,八手三郎[1]                                                                            |
| 2022     | 46       | 暴太郎戰隊Don Brothers               | 50       | 井上敏樹[49] ,八手三郎[1]                                                                                         |
| 2023     | 47       | 國王戰隊帝王者                       | 50       | 高野水登[48] ,金子香緒里[2]                                                                                       |
| 2024     | 48       | 爆上戰隊奔奔者                       | 48       | 富岡淳廣[25] ,山口宏[6] ,樋口達人[7] ,森地夏美[6] ,古怒田健志[3] ,北條千夏[1]                                     |
| 2025     | 49       | No.1戰隊豪獸者                       |          | 井上亞樹子[] |

## 製作人員
| 年份 | 系列數 | 作品                               | 製作                           | 腳本       | 導演         | 音樂               |
| ---- | ------ | ---------------------------------- | ------------------------------ | ---------- | ------------ | ------------------ |
| 1975 | 01     | 秘密戰隊五連者                     | 平山亨吉川進深澤道尚           | 上原正三   | 竹本弘一     | 渡邊宙明           |
| 1977 | 02     | JAKQ電擊隊                         | 吉川進平山亨                   | 上原正三   | 竹本弘一     | 渡邊宙明           |
| 1979 | 03     | 戰鬥狂熱 J                         | 吉川進折田智                   | 上原正三   | 竹本弘一     | 渡邊宙明           |
| 1980 | 04     | 電子戰隊電磁人                     | 吉川進                         | 上原正三   | 竹本弘一     | 渡邊宙明           |
| 1981 | 05     | 太陽戰隊太陽火神                   | 吉川進鈴木武幸                 | 上原正三   | 竹本弘一     | 渡邊宙明           |
| 1982 | 06     | 大戰隊風鏡V                        | 吉川進岡部征司鈴木武幸         | 曾田博久   | 東條昭平     | 渡邊宙明           |
| 1983 | 07     | 科學戰隊炸藥人                     | 岡部征司鈴木武幸               | 曾田博久   | 東條昭平     | 京健輔             |
| 1984 | 08     | 超電子生化人                       | 岡部征司鈴木武幸               | 曾田博久   | 堀長文       | 矢野立美           |
| 1985 | 09     | 電擊戰隊變化人                     | 鈴木武幸                       | 曾田博久   | 堀長文       | 矢野立美           |
| 1986 | 10     | 超新星閃光人                       | 鈴木武幸                       | 曾田博久   | 堀長文       | 田中公平           |
| 1987 | 11     | 光戰隊覆面人                       | 鈴木武幸                       | 曾田博久   | 長石多可男   | 淡海吾郎           |
| 1988 | 12     | 超獸戰隊生命人                     | 鈴木武幸                       | 曾田博久   | 長石多可男   | 矢野立美           |
| 1989 | 13     | 高速戰隊渦輪連者                   | 鈴木武幸                       | 曾田博久   | 長石多可男   | 吉田明彥           |
| 1990 | 14     | 地球戰隊五人組                     | 鈴木武幸                       | 曾田博久   | 長石多可男   | 吉田明彥           |
| 1991 | 15     | 鳥人戰隊噴射人                     | 鈴木武幸                       | 井上敏樹   | 雨宮慶太     | 外山和彥           |
| 1992 | 16     | 恐龍戰隊獸連者                     | 鈴木武幸白倉伸一郎             | 杉村升     | 東條昭平     | 吉田明彥           |
| 1993 | 17     | 五星戰隊大連者                     | 鈴木武幸白倉伸一郎             | 杉村升     | 小林義明     | 川村榮二           |
| 1994 | 18     | 忍者戰隊隱連者                     | 吉川進鈴木武幸高寺成紀         | 杉村升     | 小林義明     | 川村榮二           |
| 1995 | 19     | 超力戰隊王連者                     | 吉川進鈴木武幸高寺成紀         | 杉村升     | 東條昭平     | 橫山菁晃           |
| 1996 | 20     | 激走戰隊車連者                     | 高寺成紀                       | 浦澤義雄   | 小林義明     | 佐喬俊彥           |
| 1997 | 21     | 電磁戰隊百萬連者                   | 高寺成紀武部直美               | 武上純希   | 長石多可男   | 奧慶一             |
| 1998 | 22     | 星獸戰隊銀河人                     | 高寺成紀                       | 小林靖子   | 田崎龍太     | 佐喬俊彥           |
| 1999 | 23     | 救急戰隊GOGOV                      | 日笠淳                         | 武上純希   | 小中肇       | 渡邊俊幸           |
| 2000 | 24     | 未來戰隊時間連者                   | 日笠淳                         | 小林靖子   | 諸田敏       | 龜山耕一郎         |
| 2001 | 25     | 百獸戰隊牙吠連者                   | 日笠淳                         | 武上純希   | 諸田敏       | 中川幸太郎         |
| 2002 | 26     | 忍風戰隊破裏劍者                   | 日笠淳 塚田英明                | 宮下准一   | 渡邊勝也     | 三宅一德           |
| 2003 | 27     | 爆龍戰隊暴連者                     | 日笠淳 塚田英明                | 荒川稔久   | 小中肇       | 羽田健太郎         |
| 2004 | 28     | 特搜戰隊刑事連者                   | 塚田英明土田真通               | 荒川稔久   | 渡邊勝也     | 龜山耕一郎         |
| 2005 | 29     | 魔法戰隊魔法連者                   | 塚田英明宇都宮孝明             | 前川淳     | 渡邊勝也     | 山下康介           |
| 2006 | 30     | 轟轟戰隊冒險者                     | 日笠淳宇都宮孝明               | 會川昇     | 諸田敏       | 中川幸太郎         |
| 2007 | 31     | 獸拳戰隊激氣連者                   | 塚田英明宇都宮孝明             | 橫手美智子 | 中澤洋次郎   | 三宅一德           |
| 2008 | 32     | 炎神戰隊轟音者                     | 日笠淳和佐野健一               | 武上純希   | 渡邊勝也     | 大橋惠             |
| 2009 | 33     | 侍戰隊真劍者                       | 宇都宮孝明大森敬仁             | 小林靖子   | 中澤洋次郎   | 高木洋             |
| 2010 | 34     | 天裝戰隊護星者                     | 日笠淳若松豪大森敬仁           | 橫手美智子 | 長石多可男   | 三宅一德           |
| 2011 | 35     | 海賊戰隊豪快者                     | 宇都宮孝明大森敬仁             | 荒川稔久   | 中澤洋次郎   | 山下康介           |
| 2012 | 36     | 特命戰隊Go Busters                 | 武部直美若松豪                 | 小林靖子   | 柴崎貴行     | 大橋惠             |
| 2013 | 37     | 獸電戰隊強龍者                     | 大森敬仁                       | 三條陸     | 坂本浩一     | 佐喬俊彥           |
| 2014 | 38     | 烈車戰隊特急者                     | 宇都宮孝明石川啓若林豪         | 小林靖子   | 中澤洋次郎   | 羽岡佳             |
| 2015 | 39     | 手裏劍戰隊忍忍者                   | 武部直美若林豪柴田宏明         | 下山健人   | 中澤洋次郎   | 山下康介           |
| 2016 | 40     | 動物戰隊獸王者                     | 宇都宮孝明柴田宏明望月卓石川啓 | 香村純子   | 柴崎貴行     | 龜山耕一郎         |
| 2017 | 41     | 宇宙戰隊九連者                     | 望月卓                         | 毛利亘宏   | 柴崎貴行     | 山下康介           |
| 2018 | 42     | 快盜戰隊魯邦連者VS警察戰隊巡邏連者 | 宇都宮孝明                     | 香村純子   | 杉原輝昭     | 高木洋             |
| 2019 | 43     | 騎士龍戰隊龍裝者                   | 丸山真哉高橋一浩               | 山崗潤平   | 上堀內佳壽也 | 吉川清之           |
| 2020 | 44     | 魔進戰隊煌輝者                     | 塚田英明望月卓                 | 荒川稔久   | 山口恭平     | 松本淳一           |
| 2021 | 45     | 機界戰隊全開者                     | 白倉伸一郎武部直美             | 香村純子   | 中澤洋次郎   | 渡邊宙明大石憲一郎 |
| 2022 | 46     | 暴太郎戰隊Don Brothers             | 白倉伸一郎                     | 井上敏樹   | 田崎龍太     | 山下康介           |
| 2023 | 47     | 國王戰隊帝王者                     | 大森敬仁                       | 高野水登   | 上堀內佳壽也 | 坂部剛             |
| 2024 | 48     | 爆上戰隊BoonBoomger                | 久慈麗人                       | 富岡淳廣   | 中澤洋次郎   | 池田善哉横関公太   |
| 2025 | 49     | 第一戰隊五獸者                     | 松浦大悟                       | 井上亞樹子 | 田崎龍太     | 澤田完             |

## 海外播放

### 現況
目前中國大陸播出《爆上戰隊奔奔者》，香港和台灣緊貼日本播出《No.1戰隊五獸者》。

### 香港
佳藝電視率先引入《超級戰隊系列》第一作，譯名為《五勇士》，但未播至結局，佳視便已結業，後來麗的電視於1981年播出後作《皇牌突擊隊》，其後香港的電視台大幅減少播放特攝片集，《超級戰隊系列》亦一度絕跡於香港電視界，有說這是受到一宗小孩模仿幪面超人而造成傷亡的事故影響，懷疑因此導致電視台播放特攝片集的意欲變得十分低迷。
1989年開始，香港電視台再次引入特攝片集，舊稱麗的電視的亞洲電視在1990年起播出《幪面超人1990》和續作《幪面超人RX》，其對手無綫電視則連續兩年播出戰隊系列的《超能戰士》和《雷霆煞星》，受到歡迎，但無綫至1994年才再度引入《恐龍戰隊》，有指當時播映時段不佳而未受注目，反而亞視隨後購入美國版《新恐龍戰隊》，並安排於星期一至星期五下午兒童節目時段播出，大受歡迎，亞視其後更購入了日本原版戰隊的其後三作（《五星戰隊》、《忍者戰隊》和《超力戰隊》），在1995年至97年期間播出，但未有延續下去。1998年及99年無綫先後引入戰隊系列舊作《星空戰隊》和《飛鳥戰隊》，隨後播放較近期的《數碼戰隊》和《星獸戰隊》，至2003年播放比日本首播晚兩年的《百獸王》，2005年播放後作《忍風戰隊》，之後無綫一直連續播放戰隊作品，直至2023年5月底播畢《機界戰隊》之後，同年6月18日起由《暴太郎戰隊 DONBROTHERS》開始，改由ViuTV接手播放《超級戰隊系列》作品。而自1990年代起的日本版超級戰隊長篇電視作品，只有《激走戰隊》、《救急戰隊》、《未來戰隊》、《天裝戰隊》、《動物戰隊》和《爆上戰隊》沒有在香港的電視台經大氣電波播放過，當中《爆上戰隊》只在ViuTV的網上平台播放。
詳列如下：

#### 佳藝電視
- 1978年：《五勇士》（原題： 秘密戦隊ゴレンジャー（1975年 - 1977年））

#### 麗的電視
- 1981年：《皇牌突擊隊》（原題： ジャッカー電撃隊（1977年））

#### 亞洲電視本港台
- 1995年：《五星戰隊》（原題： 五星戦隊ダイレンジャー（1993年 - 1994年））
- 1996年：《忍者戰隊》（原題： 忍者戦隊カクレンジャー（1994年 - 1995年））
- 1997年：《超力戰隊》（原題： 超力戦隊オーレンジャー（1995年 - 1996年））

#### 無綫電視翡翠台
- 1989年：《超能戰士》（原題： 光戦隊マスクマン（1987年 - 1988年））
- 1990年：《雷霆煞星》（原題： 高速戦隊ターボレンジャー（1989年 - 1990年））
- 1994年：《恐龍戰隊》（原題： 恐竜戦隊ジュウレンジャー（1992年 - 1993年））
- 1998年：《星空戰隊》（原題： 地球戦隊ファイブマン（1990年 - 1991年））
- 1999年：《飛鳥戰隊》（原題： 鳥人戦隊ジェットマン（1991年 - 1992年））
- 2000年：《數碼戰隊》（原題： 電磁戦隊メガレンジャー（1997年 - 1998年））
- 2001年：《星獸戰隊》（原題： 星獣戦隊ギンガマン（1998年 - 1999年））
- 2003年：《百獸王》（原題： 百獣戦隊ガオレンジャー（2001年 - 2002年））
- 2005年：《忍風戰隊》（原題： 忍風戦隊ハリケンジャー（2002年 - 2003年））
- 2006年：《爆龍戰隊》（原題： 爆竜戦隊アバレンジャー（2003年 - 2004年））
- 2007年：《特搜戰隊》（原題： 特捜戦隊デカレンジャー（2004年 - 2005年））
- 2008年：《魔法戰隊》（原題： 魔法戦隊マジレンジャー（2005年 - 2006年））
- 2009年：《轟轟戰隊》（原題： 轟轟戦隊ボウケンジャー（2006年 - 2007年））
- 2010年：《獸拳戰隊》（原題： 獣拳戦隊ゲキレンジャー（2007年 - 2008年））
- 2011年：《炎神戰隊》（原題： 炎神戦隊ゴーオンジャー（2008年 - 2009年））
- 2012年：《武侍戰隊》（原題： 侍戦隊シンケンジャー（2009年 - 2010年））
- 2013年：《海賊戰隊》（原題： 海賊戦隊ゴーカイジャー（2011年 - 2012年））
- 2014年：《特命戰隊》（原題： 特命戦隊ゴーバスターズ（2012年 - 2013年））
- 2015年：《獸電戰隊》（原題： 獣電戦隊キョウリュウジャー（2013年 - 2014年））
- 2016年：《烈車戰隊》（原題：烈車戦隊トッキュウジャー （2014年 - 2015年））
- 2017年：《手裏劍戰隊》（原題：手裏剣戦隊ニンニンジャー （2015年 - 2016年））
- 2018年：《宇宙戰隊》（原題：宇宙戦隊キュウレンジャー（2017年 - 2018年））
- 2019年：《快盜戰隊VS警察戰隊》（原題：快盗戦隊ルパンレンジャーVS警察戦隊パトレンジャー（2018年 - 2019年））
- 2020年：《騎士龍戰隊》（原題：騎士竜戦隊リュウソウジャー（2019年 - 2020年））
- 2021年：《魔進戰隊》（原題：魔進戦隊キラメイジャー（2020年 - 2021年））
- 2022年：《機界戰隊》（原題：機界戦隊ゼンカイジャー（2021年 - 2022年））

#### ViuTV
- 2023年：《暴太郎戰隊 DONBROTHERS》（原題：暴太郎戦隊ドンブラザーズ（2022年 - 2023年））
- 2024年：《國王戰隊帝王者》（原題：王様戦隊キングオージャー（2023年 - 2024年））
- 2025年：《戰隊獸》（原題：ナンバーワン戦隊ゴジュウジャー（2025年 - 2026年））
- 2025年：《爆上戰隊》（原題：爆上戦隊ブンブンジャー（2024年 - 2025年））（只限網上平台播放，不經大氣電波。）

### 台灣

#### 首華卡通頻道
- 1996年：《超新星閃電武士》（原題：超新星フラッシュマン）
- 1997年：《光戰隊蒙面戰士》（原題：光戦隊マスクマン）

#### 衛視中文台
- 1998年：《影子神兵》（原題：忍者戦隊カクレンジャー）

#### 八大戲劇台
- 2003/10/05-2004/09/26：《百獸王戰士》
- 2004/10/03-2005/09/25：《忍風戰隊忍風俠》
- 2005/10/30-2006/10/08：《爆龍戰隊暴連者》
- 2006/10/15-2007/09/23：《特搜戰隊刑事連者》
- 2007/09/30-2008/08/31：《魔法戰隊魔法連者》
- 2008/11/23-2009/10/25：《轟轟戰隊冒險者》
- 2009/11/01-2010/10/03：《獸拳戰隊激氣連者》
- 2010/10/10-2011/09/18：《炎神戰隊轟音者》

#### 東森幼幼台
- 2011/10/09-2012/09/09：《侍戰隊真劍者》
- 2012/09/16-2013/09/08：《海賊戰隊豪快者》[註 29]
- 2013/09/15-2014/08/24：《特命戰隊Go Busters》
- 2014/09/07-2015/08/02：《獸電戰隊強龍者》[註 30]
- 2017/01/21-2017/12/09：《烈車戰隊特急者》[註 31]
- 2019/04/27-2020/04/18：《快盜戰隊魯邦連者VS警察戰隊巡邏連者》
- 2020/05/30-2021/05/22：《騎士龍戰隊龍裝者》
- 2021/06/04-2022/05/20：《魔進戰隊煌輝者》
- 2022/06/17-2023/05/26：《機界戰隊全開者》
- 2023/06/16-2024/05/31：《暴太郎戰隊Don Brothers》
- 2024/06/07-2025/05/16：《國王戰隊帝王者》
- 2025/06/13-2026：《No.1戰隊豪獸者》

#### 東森幼幼台官方YouTube
- 2021/03/26-2021/06/01：《騎士龍戰隊龍裝者》
- 2022/03/24-2022/06/01：《魔進戰隊煌輝者》
- 2023/10/23-2023/12/28：《機界戰隊全開者》
- 2023/09/30-2024/08/10：《暴太郎戰隊Don Brothers》
- 2024/09/08-2025/08/17：《國王戰隊帝王者》
- 2025/04/18：《爆上戰隊奔奔者》[註 32]

#### 東森綜合台
- 2016/04/30-2017/03/18：《烈車戰隊特急者》
- 2017/03/25-2018/02/17：《動物戰隊獸王者》

#### 中華電信MOD、Hami Video
- 2019/11/15-2020/05/08：《快盜戰隊魯邦連者VS警察戰隊巡邏連者》
- 2022/07/29-2023/06/30：《機界戰隊全開者》
- 2023/07/07-2024/06/14：《暴太郎戰隊Don Brothers》
- 2024/06/21-2025/05/30：《國王戰隊帝王者》
- 2025/06/21-2026：《第一戰隊五獸者》

#### 東映特攝官方Youtube
- 2020/05/12：《連續4週特別篇 超級戰隊最強對戰!!》[註 33]

#### 劇場版
皆由木棉花國際代理，從超力戰隊王連者至侍戰隊真劍者系列定名為「戰隊總動員」在卡通頻道首播，豪快者 護星者 超級戰隊199英雄大決戰唯一由東森幼幼台首播，特命戰隊Go Busters至宇宙戰隊九連者系列由中華電信MOD首播，快盜戰隊魯邦連者VS警察戰隊巡邏連者獨立劇場版為院線上映。各特攝劇場版2019年起皆可於木棉花官方Youtube收看。
國語配音方面，眾多意研堂製作旗下配音員皆參與配音，而海賊戰隊豪快者之後大部分都請大人物藝術製作旗下成員參與，並由總監李勇指導（還會親自擔任旁白），而聲優張乃文則擔任中文翻譯。但是每支作品在不同電視台播出時，每個角色的配音員幾乎都不同。

### 中國大陸
於2003年播出的《百獸戰隊牙吠連者》曾是中國大陸唯一引進並在電視台播出的日本版超級戰隊作品，直至時隔多年之後的2022年12月25日才由上海新創華文化發展有限公司拿下購入《暴太郎戰隊Don Brothers》的版權並於愛奇藝播放， 2023年11月24日超级战队官方宣布引进《獸電戰隊強龍者》，

## 戰隊秀

### 日本
在日本，戰隊秀通常會在幾個特定的遊樂園、百貨公司、企業大樓廣場或大型親子公園進行演出。而在東京巨蛋城內的THEATRE G-ROSSO則是每周六日及日本國定假日（除了部分因為其他活動的關係休演外）都會有戰隊秀的演出，近年每一組戰隊都會有五個不同系列的主題，在第四系列的公演中，會有固定的幾場的公演是劇中演員親自出演，而第五系列的全公演則是由劇中演員親自出演。

另外2012年為了紀念超級戰隊35作品紀念及假面騎士誕生40周年，舉辦的第一次的超英雄祭 KAMEN RIDER × SUPER SENTAI LIVE & SHOW，此後目前固定在每年的1月或2月舉辦。

### 台灣
- 戰隊系列Ｘ假面騎士SPECIAL LIVE In Taiwan

## 相關項目

### 主要拍攝地
- 西新宿
- 光丘公園（日语：光が丘公園）
- 石神井公園（日语：石神井公園）
- 所澤航空紀念公園
- 岩船山（日语：岩船山）（超級戰隊主要的戰鬥場地）
- 秩父鐵道
- 埼玉超級競技場（埼玉新都心）
- 橫濱國際平和會議場（橫濱港未來21）
- 橫浜紅磚倉庫（日语：横浜赤レンガ倉庫）（改裝前用的比較頻繁，近年改裝後則比較少用，甚至沒有在此取景的情況）
- 味之素球場
- 海濱幕張（日语：幕張新都心）一帶（主要在NTT幕張大樓（日语：ＮＴＴ幕張ビル）外緣及幕張展覽館周邊取景）
- 東映太秦映畫村
- 東京巨蛋城（舊名後樂園遊樂園）
- 東京Big Sight
- Telecom Center（日语：テレコムセンター）
- 道滿Green Park（日语：彩湖・道満グリーンパーク）（埼玉市彩湖湖畔）
- 光丘IMA（日语：光が丘IMA）（光戰隊覆面人以後）
- TSUKUBA EXPO CENTER（日语：つくばエキスポセンター）
- 川口市立Green Center（日语：川口市立グリーンセンター）
- 天王洲島
- シーバンス（日语：Seavans）
- 東京晴空塔
- 大理石村鎖心城堡（日语：大理石村ロックハート城）
- 碓冰嶺鐵道文化村

### 關係企業

#### 製作協助
超級戰隊系列作品中，部分以車輛為主題的劇集是由日本汽車業者贊助與提供拍攝用車輛。
- 馬自達（以前還是叫「東洋工業」的時候常常提供車輛的協助）
- 鈴木（以前還是叫「鈴本自動車工業」的時候常常提供機車的協助）
- 三菱汽車（『科學戰隊炸藥人』的車輛協助）
- 豐田汽車（『大戰隊風鏡V』的車輛協助）

### 衍生文化
超級戰隊所衍生的次文化詞彙非常具有特色，從這裡可以發現日本人將漢字給自由發揮的特點；另外關於超級戰隊衍生出的和造英語也不少。

#### 超級戰隊的漢製和式漢語
- 連者

在傳統中文以及日語漢字都並沒有使用所謂「連者」的這一詞彙，這種特殊的使用來自於日語將英文的「RANGER」一詞轉為日文的片假名（RENJAA）的結果，「RANGER」本身原意為「騎兵」，在英美國家有「護林員、管理員」的意思，在日本的認知中，是有著「警衛工作的部隊／組職隊員」的意思。在日本來看，「RANGER」大概就是「戰士」之義。
中文翻譯時就把英語的「RANGER（RENJAA）」和日語的漢字「連者」二字結合，重新賦予新的意義，因而造出與「中、英、日」文化相碰撞下的特殊語詞。但其實「連者」二字並沒有在日常生活中作廣泛使用。
- 牙吠

原為日語的擬聲詞"，Gao" ，通常表示獅子或老虎等猛獸的吼叫聲，"牙吠" 二字則是為賦予此擬聲詞新的具體意義而選用的漢字。
- “桃”色新定義

一般而言：“桃色”二字在現代中文用作有關情色方面的負面詞語。但是在日語中，“桃色”是 一種名為，Nadeshiko "石竹屬" 的花的顏色，代表健康女性的好氣色。自從1975年第一代《秘密戰隊五連者》使用“桃連者”（日文為，MOMO RANGER）一詞之後，“桃”色變成粉紅色或是桃紅色的一個代用字。（日本的桃是「MOMO」，《光戰隊覆面人》中的 MASK PINK 就叫「MOMOKO」桃子、《超力戰隊王連者》中的 OH PINK 也叫「MOMO」小桃。）
不過其實歷年戰隊中，除了桃連者（無光澤的純桃色）以外，其他都是多以英語的「PINK」作為代號，並且變身後的顏色也自1982年《大戰隊風鏡Ｖ》開始，改為採用有光澤且鮮豔的深粉紅（Deep Pink）。所以「桃」這個字與其顏色概念在戰隊系列中已經漸漸被「PINK」所取代，只是中文翻譯有時為了字數統一或其他因素（例如為了與「紅戰士」作更加區別，或不讓「粉紅」僅僅作為「紅」的一種附屬色，等等緣故）而避用「粉紅」，沿用第一代戰隊的「桃」。所以，所謂的中文桃色新定義是中文裡既有的矛盾與日語的桃色傳統定義兩者語境文化碰撞之下所產生的一種再發現。

#### 超級戰隊的日製和式漢語
- 炎神

“炎神”也是一個英日文化相碰撞下所衍生出來的詞彙，事實上日本人把「引擎」的英文「ENGINE」轉為日文的片假名（E-N-JI-N），再分開輸入到文字處理機，翻譯出發音一樣的兩個漢字炎（EN）、神（JIN），再放到戰隊名字中，其實是為了這套主題為跑車／汽車而想的，有著這就是「以車為題的引擎戰隊」之意。
- 折神

“折神”來自於「（摺紙）」與「式神（陰陽師的役使）」的混合。指的是戰隊的動物型機械人是以「摺紙」這個傳統日本藝術演化的新一代役使。其實是想加強侍戰隊的傳統武士精神與摺紙藝術都是有很悠久的歷史。

## 備註
1. ↑  雖然現在的假面騎士系列出現多名主角，但劇情上仍著重於第一男主角身上。
2. ↑  雖然根據官方的說法是個別不同的世界觀，每一個戰隊之間也沒有任何關連的人物
3. ↑  但並非屬於同一個平行宇宙全開者。第46話得知除了「海賊托比亞」之外，也包括了「超級戰隊托比亞」與《暴太郎戰隊Don Brothers》所屬的「DON托比亞」，基本得知各作的世界是個別而獨立的，但處於「同一個時空」的世界觀。
4. ↑  其中3人戰隊到現時為止初始的配色都是紅、藍和黃。
5. ↑  有部分戰隊雖然以紅色為主役，但由其他戰士擔任隊長。
6. ↑  巡邏連者除外。
7. ↑  黑獨角獸者的次要配色亦為粉色。
8. ↑  獸王者第44話時出現過男性粉色戰士，但屬於惡搞戰士。
9. ↑  帝王者第49話時出現過女性黑色戰士（胡蜂王者），但該變身者角色不是常規戰士。
10. ↑  白北極熊者的次要配色亦為青色。
11. ↑  這公式已被2017年登場的系列作《宇宙戰隊九連者》給打破。
12. ↑  除《太陽戰隊太陽火神》外
13. ↑  唯一例外是《忍者戰隊隱連者》，為淺藍色。
14. ↑  唯一例外是《超獸戰隊生命人》，為深藍色。
15. ↑  唯一例外是《機界戰隊全開者》，為男性。
16. ↑  唯二例外是《特搜戰隊刑事連者》的刑事天鵝和《魔法戰隊魔法連者》的魔法媽媽，皆為女性。
17. ↑  《特搜戰隊刑事連者》的刑事天鵝和《獸拳戰隊激氣連者》的激氣斬雖然同時擁有白色和橙色特徵，但官方歸類為白色戰士。
18. ↑  黑色粗體字為『追加戰士』，黑色細體字為「番外戰士」。
19. ↑  如有多於一個追加戰士則按劇情出現次序而定
20. ↑  《烈車戰隊特急者》除外
21. ↑  目前超级战队史上唯二仅由一人担任编剧负责全剧脚本之作品之一（不计算总集篇和《假面骑士系列》作品剧情连动集数情况下）
22. ↑  为小林靖子收官之作
23. ↑  第20界為《假面騎士聖刃》作品劇情連動，第25界為總集篇，該兩集皆由香村純子負責劇本監修，故嚴格上本作也算是「一人擔任編劇負責全劇腳本之作品」。
24. ↑  Don.26為總集篇，故嚴格上本作也算是「一人擔任編劇負責全劇腳本之作品」。
25. ↑  第32,33話為《獸電戰隊強龍者》作品劇情連動，該兩集皆由高野水登負責劇本監修，故嚴格上本作也算是「一人擔任編劇負責全劇腳本之作品」。
26. ↑  按記載，1975年香港播放時曾發生這類事故，早於香港引入《超級戰隊系列》，而按當時報道，教育界的確有聲音抨擊特攝片集對兒童有壞影響，並非僅針對一宗傷亡事故，可推斷電視台一直存在壓力。
27. ↑  這三部戰隊作品當時都被安排於星期六早上於翡翠台首播，每週播映一集（節目調動則停播），當時香港大多數小學實施半日制，分為上午校和下午校，兩個時段的學生均須要輪流於星期六早上上課（長短週），因此這些小學生會看不到這三部戰隊作品在首播時期的近一半集數（公眾假期、長假期和因為惡劣天氣而不用上課的日子除外）。
28. ↑  無綫電視曾經播放過此作的美國版《Power Rangers Turbo（英语：Power Rangers Turbo）》，當時譯名為《霹靂戰隊》。
29. ↑  台灣官方解釋：因為不讓進度差太多的關係。例如台灣2003/10/5開始播牙吠連者第1話當天，日本已在播暴連者第32話，就這觀點來看兩邊的播放進度差了約兩年8個月，所以當台灣2011/10/9開始播真劍者第1話當天，日本已在播豪快者第33話。因此決定真劍者之後，跳過護星者而直接進入豪快者。
30. ↑  與《假面騎士Fourze》同步上下檔。
31. ↑  與《假面騎士鎧武》同步上下檔。
32. ↑  48集全部一次上架，日語原音版本。
33. ↑  四集全部一次上架。
34. ↑  自《海賊戰隊豪快者》到《獸電戰隊強龍者》為止。
35. ↑  特別是每部特攝片劇場版通常比電視本篇較早在台首播，代理商也不同的關係，直到《假面騎士Build》包含電視本篇由木棉花代理過後才有一致性。

## 外部連結
- 《超級戰隊系列》.net官網 （页面存档备份，存于）（日語）
- 《超級戰隊系列》家庭官網 （页面存档备份，存于）（日語）
- 《超級戰隊系列》twitter （页面存档备份，存于）（日語）
- 《超級戰隊系列》東映DVD官網 （页面存档备份，存于）（日語）
- 《超級戰隊系列》東映特效Youtube官網  （页面存档备份，存于）（日語）
- 《超級戰隊系列》萬代玩具官網 （页面存档备份，存于）（日語）
- 《超級戰隊系列》萬代食玩官網 （页面存档备份，存于）（日語）